# 鉄道事故

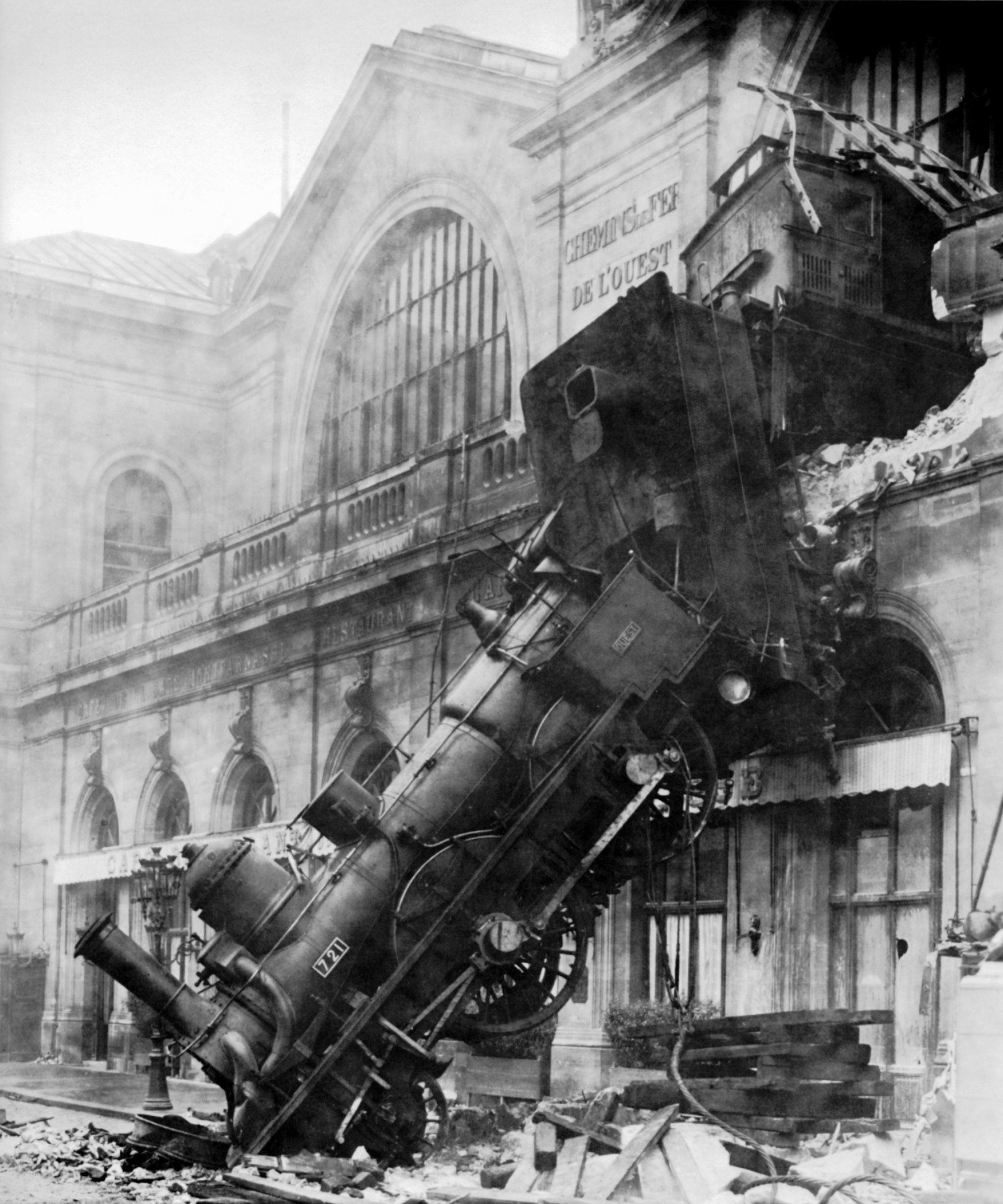
モンパルナス駅脱線事故（フランス・1895年）

鉄道事故（てつどうじこ）とは、鉄道車両の運転時に発生する事故である。
列車の遅れ等輸送障害を指して事故と称することもあるが、本項では列車同士の衝突や脱線、火災、踏切などでの歩行者や自動車との接触など、死傷者が発生した事故を扱う。
事故を惹起する危険が高い事態が発生し、なおかつ実際には事故が発生しなかった事象は、事故が発生するおそれがあると認められる事態＝インシデントと呼ばれる。

## 概要
鉄道は大量輸送が特徴であり、事故を起こすと多くの死傷者を出すだけでなく、運行中止によって社会的にも大きな影響を与える。
日本の国土交通省令鉄道事故等報告規則では、鉄道運転事故としては列車衝突事故、列車脱線事故、列車火災事故、踏切障害事故、道路障害事故、鉄道人身障害事故、鉄道物損事故の7項目を定めている。鉄道による輸送に障害を生じた事態であって、上記の鉄道運転事故以外のものは鉄道事故ではなく輸送障害という。特に雨や雪などで休止や遅延が発生した場合には、輸送障害ではなく、災害と呼ばれる。
国土交通省の運輸安全委員会（2008年10月に航空・鉄道事故調査委員会から改組）の「鉄道事故調査報告書」では鉄道事故について以下のような分類がなされている。
- 鉄道関連
  - 列車衝突事故
  - 列車脱線事故
  - 列車火災事故
  - 踏切障害事故
  - 道路障害事故
  - 鉄道人身障害事故
  - 鉄道物損障害事故
  - その他の事故
- 軌道関連
  - 車両衝突事故
  - 車両脱線事故
  - 車両火災事故
  - 踏切障害事故
  - 道路障害事故
  - 人身障害事故
  - その他の事故

上記のほか、鉄道事故等報告規則には、電気鉄道と電気軌道に関し、以下の電気事故に関する分類がある。
- 感電死傷事故
- 電気火災事故
- 感電外死傷事故
- 供給支障事故

事故のうち乗客・乗務員等の死亡、5人以上の死傷を生じたものなど運輸安全委員会設置法施行規則1条に掲げられたものに該当する事故を「重大事故」という。
鉄道事故件数は近年減少しているものの、日本では些細なものも含めて年間500件以上起きており、そのうち半数近くが踏切障害事故である。

## 事故調査
従来、鉄道事故等においては警察による関係者の責任が問われていたが、個人責任の追及が中心になるあまり当事者の証言が歪められ本来の背後要因等の分析が不十分であるとの指摘があり、中立的な事故原因調査を行う機関の設立が望まれていた。現在、日本において鉄道事故が発生した場合には国土交通省内の運輸安全委員会（前身：航空・鉄道事故調査委員会）によって原因究明と再発防止のための調査が行われる。また、業務上過失致死罪などの容疑で刑事捜査が行われる場合もある。
しかし、刑事捜査が優先されるため、運輸安全委員会による調査は十分に行えず、さらに運輸安全委員会の事故調査報告書が刑事裁判の証拠として採用されることもあるため、事故関係者が責任波及を恐れて事故に関する証言を拒んだり黙秘する問題も出てきており、また、刑事捜査は関係者の処罰が目的のため事故の再発防止には役立たないという指摘もある。
そのため、委員会をアメリカ合衆国の国家運輸安全委員会（NTSB）のような、国土交通省から独立した強い権限を持つ機関に改めることと、過失による刑事責任を問わないことで関係者の証言を得やすくするべきだという意見も根強い。

## 主な鉄道事故（日本）
日本の鉄道事故については下記を参照のこと。

### 1949年以前に発生した鉄道事故
- →日本の鉄道事故 (1949年以前)
  - 1870〜1890年代
  - 1900年代
  - 1910年代
  - 1920年代
  - 1930年代
  - 1940年代

### 1950年から1999年までに発生した鉄道事故
- →日本の鉄道事故 (1950年から1999年)
  - 1950年代
  - 1960年代
  - 1970年代
  - 1980年代
  - 1990年代

### 2000年以降に発生した鉄道事故
- →日本の鉄道事故 (2000年以降)
  - 2000年代
  - 2010年代
  - 2020年代

## 主な鉄道事故（日本国外）

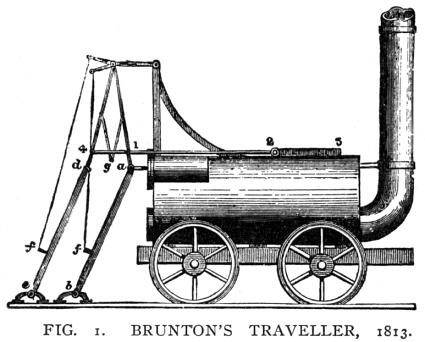
Mechanical Traveller

ここでは特に社会的影響の大きかった事故に限り、便宜的に記載する。

### 19世紀

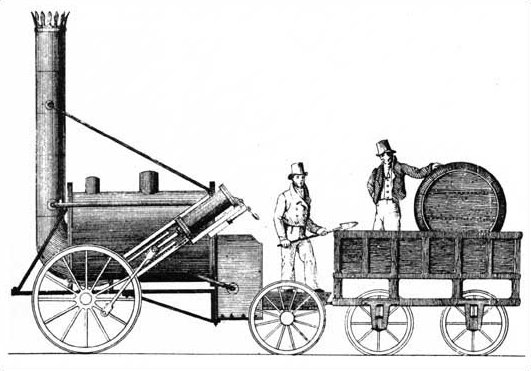
ロケット号

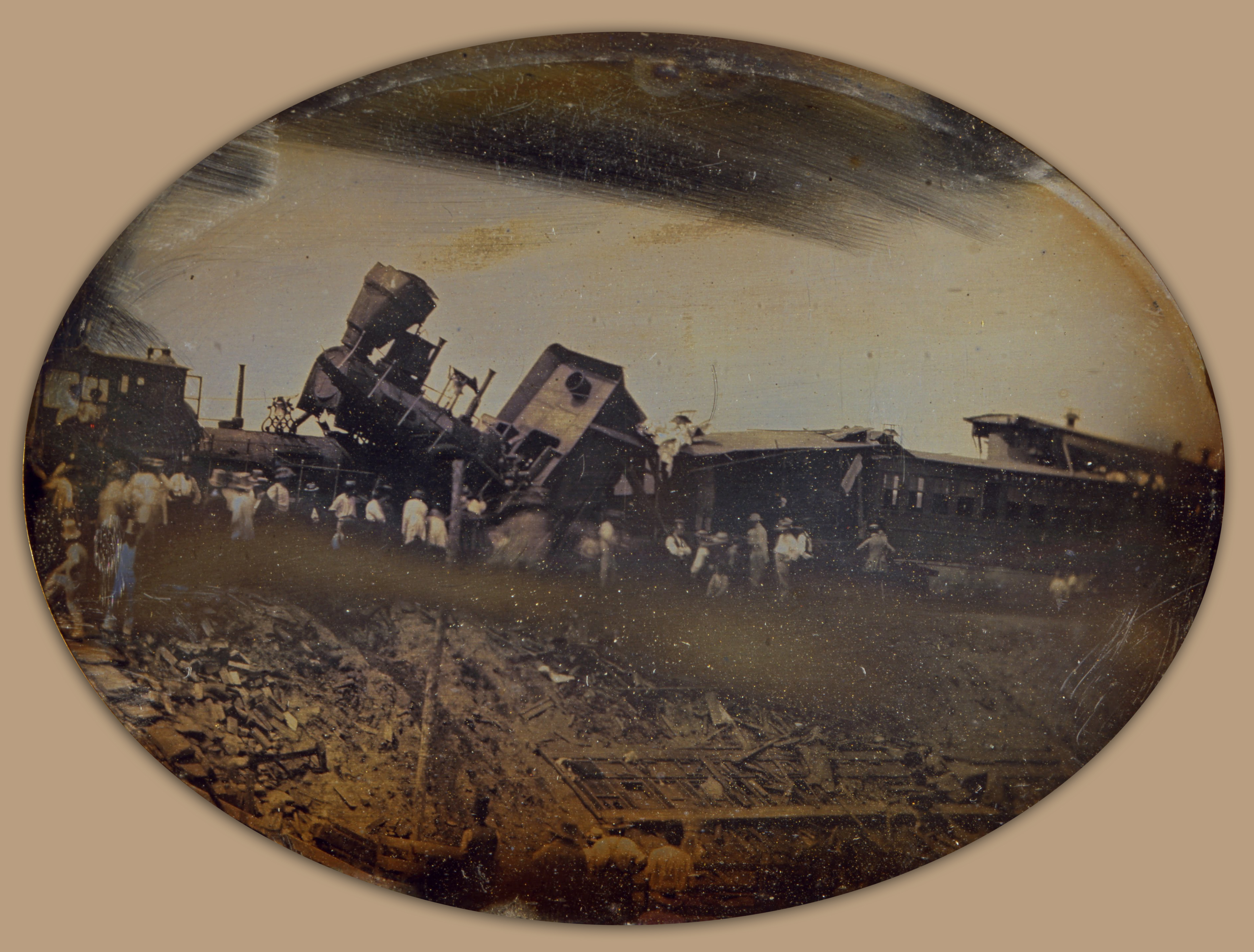
Valley Falls 事故_{ - L. Wright (Photographer), George Eastman House, Google Art Project}

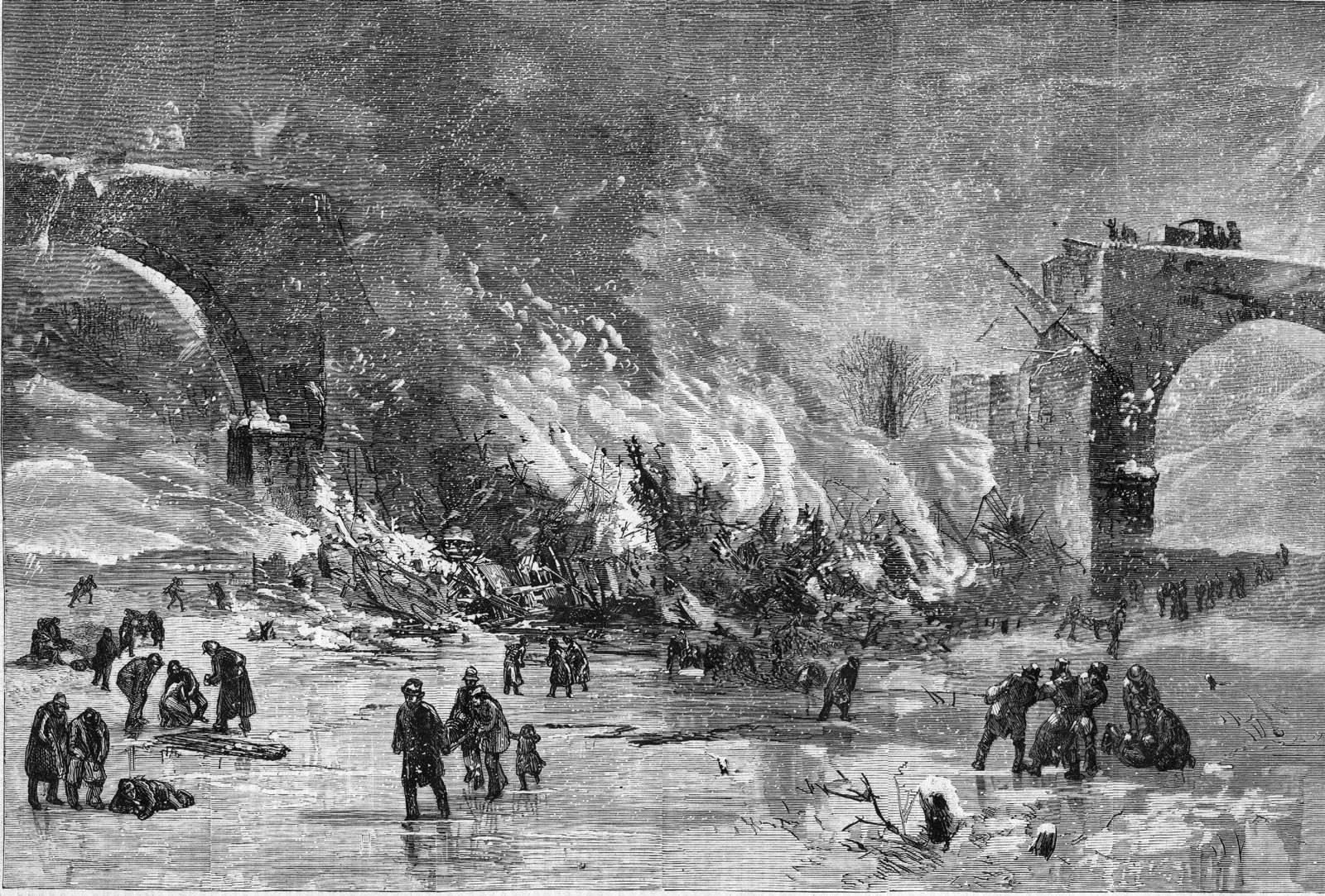
アシュタビューラ落橋事故

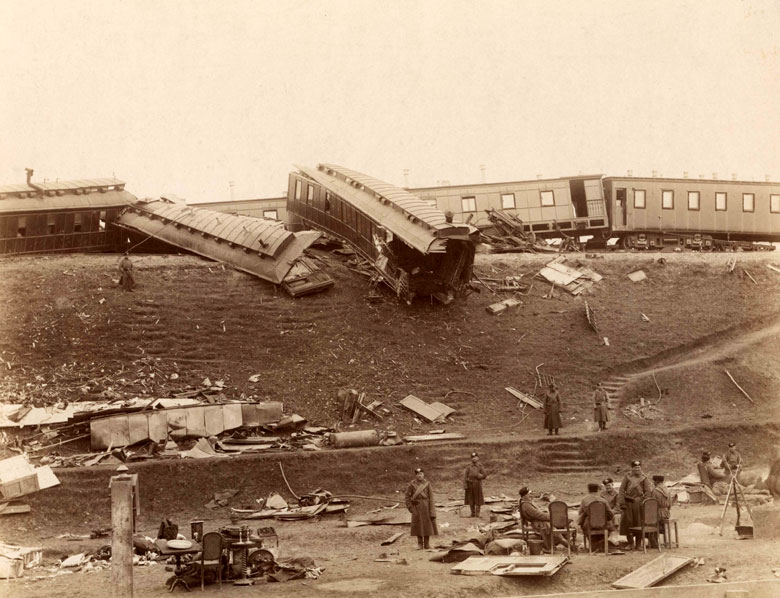
大破したロシアお召し列車（1888年）

1815年7月31日
イギリスのイングランド北東部サンダーランド郊外にて、実験段階の蒸気機関車「Mechanical Traveller」のボイラーが爆発し、見物人など13 - 16人が死亡した（en:1815 Philadelphia train accident）。
1830年9月15日

イギリスのイングランド北西部ランカシャーのパークサイド（Parkside）駅で、リバプール&マンチェスター鉄道の開業当日、招待客の代議士ウィリアム・ハスキソンが、同じく招待客だった初代ウェリントン公爵アーサー・ウェルズリーに挨拶をしようと線路を横断しようとしたところ、機関車ロケット号に轢かれて死亡。史上初の鉄道死亡事故。
1831年6月17日
アメリカ合衆国サウスカロライナ州チャールストン。圧力安全弁が火夫によって締め付けられ、「ベスト・フレンド・オブ・チャールストン」のボイラーが爆発。火夫が死亡、機関士がやけどを負い、他に3人が負傷した。この機関車はサウス・カロライナ運河鉄道で最初の蒸気機関車であった（w:List of rail accidents (before 1880)#1831）。
1833年11月8日
アメリカ合衆国ニュージャージー州マーサー郡のカムデン&アンボイ鉄道が、軸焼けによる車軸の破損により脱線転覆し、乗客の死亡した最初の鉄道事故となった。死者2名。生存者に J.Q.アダムズ前大統領や後の鉄道王 C.ヴァンダービルトがいる（en:Hightstown rail accident）。
1841年12月24日
イギリスのイングランド南東部バークシャーの Sonning Cutting にて、グレート・ウェスタン鉄道の貨客混合列車が地滑りに突っ込んで脱線し、無蓋車に乗っていた乗客が投げ出されて9人が死亡、16人が負傷した。この事故をきっかけに無蓋車で乗客を運ぶ危険が指摘され、1844年の鉄道法改正による議会列車制定の遠因になった（en:Sonning Cutting railway accident）。
1842年5月8日
フランス首都パリ郊外のムードン付近を走行中の列車を牽引していた蒸気機関車の車軸が折損して脱線転覆し、客車が次々と乗り上げた。機関車のボイラーの火が客車に延焼し、探検家のジュール・デュモン・デュルヴィルをはじめ52人以上が死亡した。当時の客車は外開きで外から鍵で施錠されていたため、中から乗客が脱出できなかったのが惨事を大きくした。
1847年5月24日
イギリスのイングランド北西部チェスターのディー川に架かる橋が壊れ、通行していた列車が落下して5名が死亡。
1853年5月6日
アメリカ合衆国コネチカット州で、列車が開橋状態の旋回橋へ信号を無視して進入し、ノーウォーク川河口付近の船着き場に転落。死者48人。
1853年8月12日

アメリカ合衆国ロードアイランド州ポータケット郊外の Valley Falls でプロビデンス&ウースター鉄道の列車が正面衝突し、13名が死亡。鉄道事故が写真撮影された最初の例と考えられている（w:List of rail accidents (before 1880)#1853）。

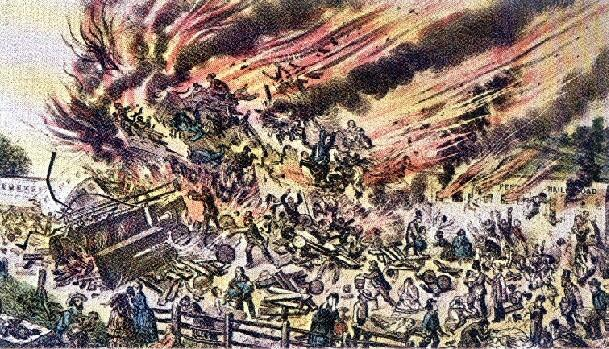
Camp Hill 衝突事故

1856年7月17日

アメリカ合衆国ペンシルベニア州 Camp Hill で列車が正面衝突して炎上。ピクニックの行楽客など少なくとも59人が死亡（en:Great Train Wreck of 1856）。
1857年3月12日
カナダ西部のデジャルダン運河で発生。90人が乗っていたグレート・ウェスタン鉄道のトロント発ハミルトン行き列車が終点に近づいた時、デジャルダン運河にかかる橋が機関車前部の車軸が破損後に崩壊した。極寒の運河に投げ出された後、外傷や溺死により59人が死亡した（w:List of rail accidents (before 1880)#1857 de:Eisenbahnunfall auf der Desjardins-Kanalbrücke）。
1857年6月28日
イギリス首都ロンドンのルイシャム区にあるルイシャム駅の東側で、信号停車していた列車に後続列車が追突し、11人が死亡。
1864年6月29日
カナダ東部のケベック州モンテレジー地域で、列車が開橋状態の旋回橋へ信号を無視して進入しリシュリュー川に転落。主にドイツ人やポーランド人の移民など99人が死亡した。
1865年6月7日
イギリスのイングランド中西部シュロップシャーでレッドナル鉄道事故が発生。下り勾配の先で保線作業中の区間に、警告を見落とした列車が進入して脱線し、13人が死亡。
1865年6月9日
イギリスのケントで、時刻表を誤読しての保線作業によりレールの外された高架橋に列車が進入して脱線。死者10人。生存者に小説家チャールズ・ディケンズがいる。
1867年12月18日
アメリカのニューヨーク州アンゴラにて6両編成の列車の内後ろの客車2両の車輪が橋の手前の分岐器を乗り越え脱線し転落。その後車内にあったストーブから引火し、転覆した客車は炎上。最終的に少なくとも49人が最終的に死亡した。なおジョン・ロックフェラーもこの時炎上した客車に乗る予定だったが乗り遅れたため難を逃れた。
1870年12月12日
イギリスのイングランド中部サウス・ヨークシャーの操車場で、貨車の固定が外れ12両が下り勾配を暴走。駅に停車していた列車に衝突した。死者15人。
1872年10月2日
イギリス北部スコットランドのダンフリーズ&ガロウェイにあるカートルブリッジ駅構内の転轍器に連動していない信号の誤現示により、入換作業中の貨物列車に夜行列車が衝突。死者12人。
1873年8月3日
イギリスのイングランドにあるウィガン・ノース・ウェスタン駅を通過中に、客車が脱線して駅舎とプラットホームに衝突。乗客13人が死亡した。
1874年1月27日
イギリスのスコットランドにあるフォルカークにおいて、分岐点で切り離された先発列車が遅延して発車したのを、信号掛が後発列車の発車と誤認して待避線の貨物列車を発車させた。直後に発車した後発列車が、本線に進入していた貨物列車に衝突した。死者16人。
1874年9月10日
イギリスのイングランド東部ノーフォークにあるソープ・セント・アンドリューの単線区間で、電信のミスにより列車同士が正面衝突。死者25人。タブレットによる閉塞が開発される契機となった。
1876年12月29日

アメリカ合衆国オハイオ州アシュタビューラで列車の通過中に鉄橋が崩壊。92名が死亡。
1877年3月25日
イギリスのイングランドにあるノーサンバーランド州の急カーブで列車が脱線。死者5名。
1879年12月28日
イギリスのスコットランド東部を流れるテイ川河口にかかる鉄橋「テイ橋」が強風のために崩落。急行列車が転落して死者78名。原因は鉄橋に使用された鋳鉄と設計上の強度不足と建設上の施工不備が競合したためとされた。
1888年10月29日

ロシア皇帝アレクサンドル3世一家を乗せたお召し列車が脱線し、21名が死亡（en:Borki train disaster）。現場は、当時はロシア帝国領、現在はウクライナ領ハルキウ州。
1889年6月12日
イギリス北アイルランドのアーマー県で、グレート・ノーザン鉄道を走る機関車から切り離された客車が坂を逆走して後続列車と衝突。死者88名。客車15両編成の列車が13‰の急勾配を登り切れなかったため、客車を分けて牽引しようと後ろ10両を切り離した。切り離された客車には動かないよう処置されていたが、機関車が発車しようとした際の衝撃で逆走した。この事故を契機に自動ブレーキや閉塞の導入が義務づけられる。
1890年11月11日
イギリスのイングランド南西部にあるサマセットにおいて、グレート・ウェスタン鉄道のノートン・フィッツワレン駅でプリマス発パディントン行きの臨時列車が、停車していた貨物列車と信号掛のミスにより衝突。10人が死亡。
1893年8月12日
イギリス西部のウェールズで、下り坂を走行中に機関車のバネが外れて脱線。客車6両が築堤を落下し、13人が死亡した。
1894年12月22日
イギリス・イングランド北西部チェシャーのチェルフォード駅で入換作業中に、強風により貨車が隣線の貨車に衝突した。この貨車が脱線して本線を支障、進入してきた急行列車が衝突した。死者14人。
1897年6月11日
イギリスのイングランド西部にあるシュロップシャーで列車が脱線し、12人が死亡。

### 20世紀前半

キンティンスヒル事故

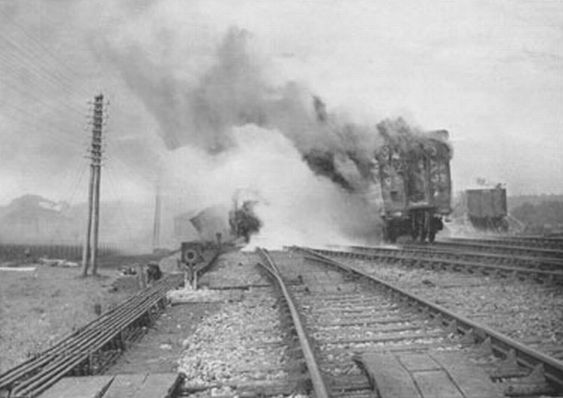
同事故による列車火災

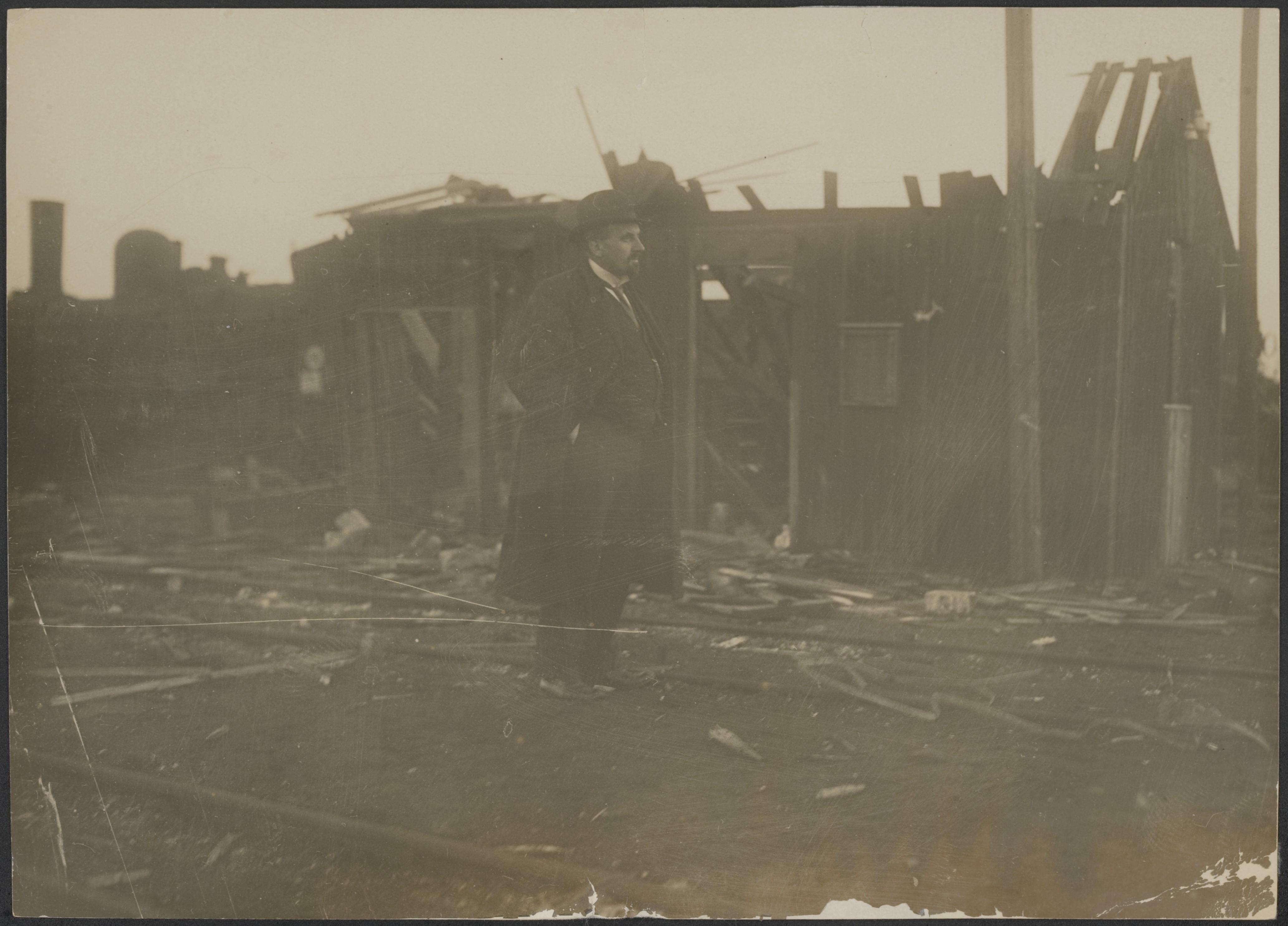
事故現場を視察するハモント市長

1900年7月4日
アメリカ合衆国ワシントン州タコマで過積載の路面電車が、カーブを曲がりきれず脱線し築堤を転落。43人が死亡した。
1903年8月10日
フランス首都パリのメトロ2号北線（現: 2号線）で列車火災。クロンヌ駅他で死者84人。
1903年9月27日
アメリカ合衆国バージニア州ダンビルでサザン鉄道の列車が脱線してトレッスル橋から転落。死者11人。
1904年9月24日
アメリカ合衆国テネシー州ジェファーソン郡ニューマーケット・ヒルの閉塞が導入されていない単線区間で、行き違い場所の変更に失敗したサザン鉄道の列車同士が正面衝突。この日は土曜日で、セントルイス万国博覧会から帰る乗客ら56人以上が死亡した。
1906年10月28日
アメリカ合衆国ニュージャージー州アトランティックシティ駅西側の可動橋の固定がずれ、列車が脱線し転落した。死者53人。
1910年3月1日
アメリカ合衆国ワシントン州キング郡のグレート・ノーザン鉄道ウェリントン駅で大規模な雪崩が発生、折りしも猛烈な吹雪で6日間立ち往生していた旅客列車と郵便列車が巻き込まれ、死者96人。鉄道施設が襲われた雪崩による事故では最悪の事故である。
1915年1月22日
メキシコ革命による内戦中のメキシコにてカランサ派の家族ら900人を輸送する特別列車がコリマ - グアダラハラ間にある長い下り坂を走行中、ブレーキ故障により暴走。列車は屋根や床下の乗客を振り落としながら加速して脱線し、全車が峡谷に転落した。死者600人以上。
1915年5月22日

イギリスのスコットランド南部グレトナ・グリーン近辺にあるキンティンスヒル駅で、軍用列車を含む5本の列車が衝突し出火。兵士など227名が死亡。イギリス史上最悪の鉄道事故。駅に列車が停車していたにもかかわらず、場内信号を進行現示にしてしまったため、上り軍用列車が進入して衝突。その弾みで衝突した列車が隣線を支障し、そこに下り急行列車が衝突した。
1916年11月7日
アメリカ合衆国マサチューセッツ州ボストンにて路面電車が開橋状態の旋回橋から運河に転落。47 - 52人が死亡（de:Straßenbahnunfall auf der Summer Street Bridge）。
1917年1月13日
第一次世界大戦下、ルーマニアのヤシ県にて難民とロシア帝国軍負傷兵を乗せた列車内で、兵士が走行中に直通ブレーキのコックを閉めたため（乗客に踏まれたブレーキ管が損傷とも）暴走した機関車2両と26両中24両の客車が脱線、出火した。死者600 - 1,000人。世界の鉄道史上2番目に死者が多かった事故。
1917年12月12日
フランス南東部サヴォワ県サン・ミシェル・ド・モーリエンヌ付近で、軍用列車がブレーキ制御を喪失して脱線、炎上した。死者427人以上（諸説あり）を出すフランスの鉄道史上最悪の惨事となった。
1918年7月9日
アメリカ合衆国テネシー州ナッシュビルにおいて、閉塞の導入されていない単線区間で列車同士が正面衝突。死者101人。下記のマルボーン事故に並ぶ米国史上最悪の鉄道事故。
1918年9月13日
オランダ北ホラント州ウェースプ付近のメルウェデ運河に架かる橋の、たもとの築堤が豪雨と手抜き作業により崩壊。このとき通過中だったアムステルダム行き列車が脱線し、法面を転落した。死者41人。
1918年11月1日
アメリカ合衆国ニューヨークのブルックリン高速鉄道（BRT）の地下線でカーブに高速で進入した列車が脱線。死者93人以上。
1918年11月19日
第一次世界大戦の休戦協定発効直後、ベルギーのリンブルフ州のハモント駅に帝政ドイツの軍用列車2本が停車していたところ、弾薬が爆発。「子供の焚き火が原因」「ドイツ復員兵など800 - 2,000人が死亡した」とされるが詳細は不明。
1926年3月14日
コスタリカで橋を走行中に過積載の列車が脱線し、客車2両がヴィリヤ川峡谷へ転落。死者248人。
1926年10月4日
スイスのザンクト・ガレン州にある Ricken トンネルで一酸化炭素中毒事故。死者9名（de:Eisenbahnunfall im Rickentunnel、en:Ricken Tunnel）。
1928年10月12日
イギリスのスコットランドにおける最大都市グラスゴーにあるグラスゴー・クイーンストリート駅北側に隣接したトンネル内で、油で汚れた急勾配と砂撒き装置の故障により列車が逆走。規則に違反してトンネル内に進入していた空の列車に衝突した。死者3名。

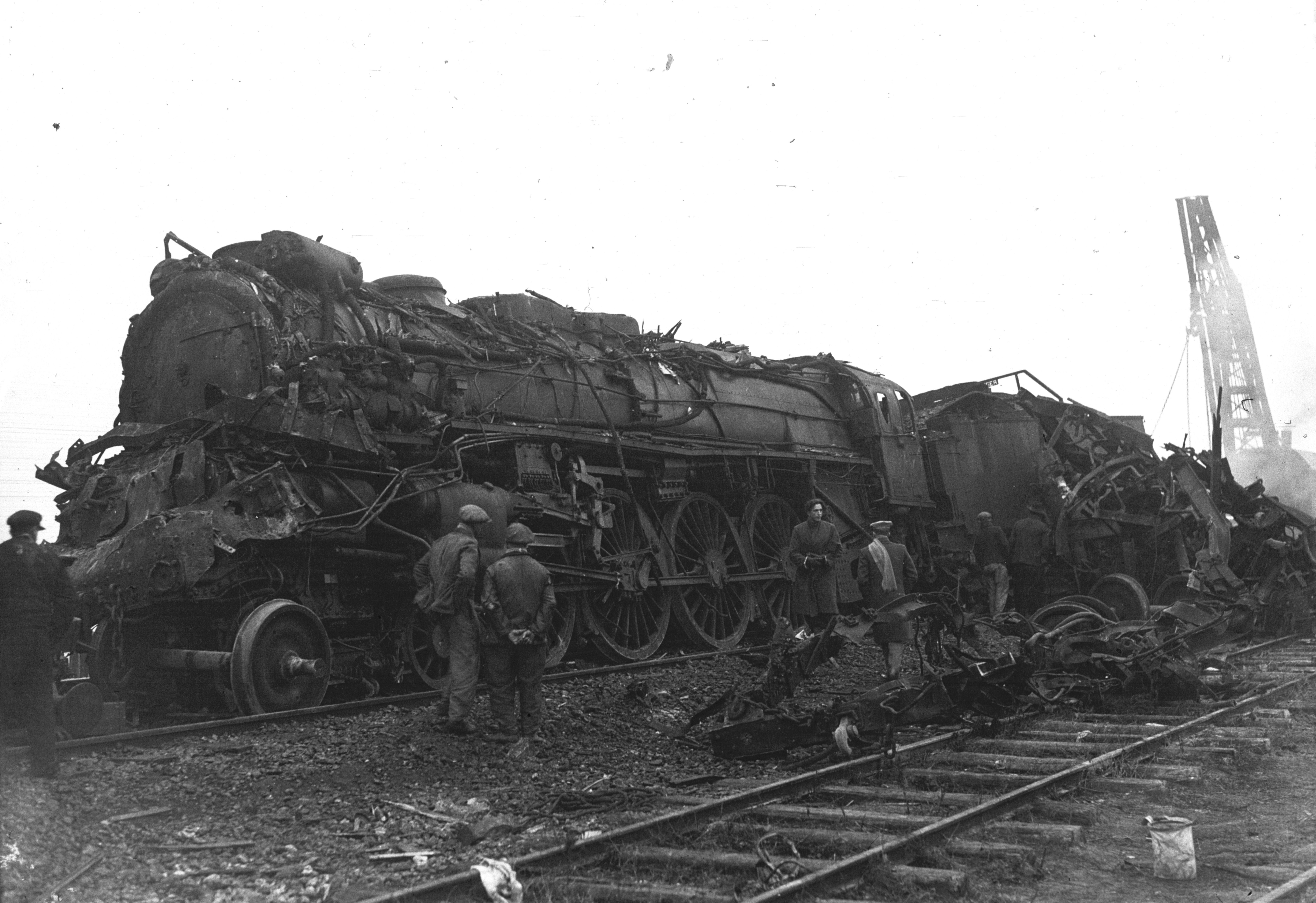
ラニー・ポンポンヌ事故で大破した機関車

1933年12月23日

パリ - ストラスブール線のラニー＝シュル＝マルヌ - ポンポンヌ間で、クリスマス休暇で満員のナンシー行き普通列車に、ストラスブール行き急行列車が高速で激突、233人が死亡し300人くらいが負傷。濃臨時便が出る中で遅延が発生しその中で霧による信号の見落としが直接の原因だが、「クロコディール」（Le Crocodile）と呼ばれる接触式の自動列車警報装置（AWS）も凍結のため機能せず、普通列車の客車が木造車だったことが被害を大きくした。フランス鉄道史上ではサン＝ミシェル＝ド＝モーリエンヌ鉄道事故に次ぐ犠牲者が出、平時としては最悪の事故。当時の日本の鉄道雑誌『鐵道趣味』にも、大惨事の写真が掲載された。
1937年12月7日
イギリス北部スコットランドのノース・ラナークシャーにあるキャッスルキャリ駅で、停止現示の信号機を通り過ぎて駅構内に停車していた急行列車に、後からやってきた急行列車が追突。35名が死亡、179名が負傷した。駅の信号掛が、信号を無視した列車は既に駅を通過していってしまったものと思いこみ、後から来た列車を駅に入れようとしたことが原因だった。この事故の後 AWS（自動列車警報装置）を取り付けることが勧告された（en:Castlecary rail accidents#1937）。
1939年12月22日
ドイツで死者100人を超える鉄道事故が、同日に2件発生。

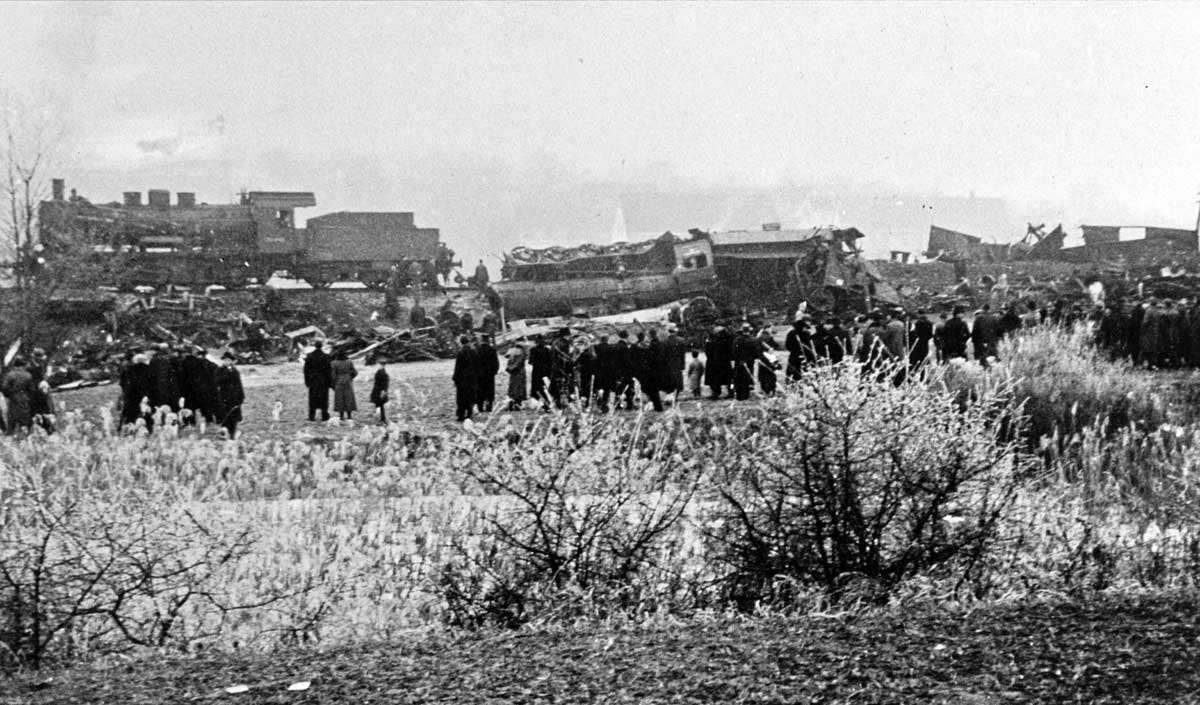
マルクドルフ列車衝突事故

- フリードリヒスハーフェン西部のリップバッハ（マルクドルフの南）で、臨時列車と貨物列車が衝突。死者101人。ドイツで最初の死者が100人を超えた鉄道事故。
- ザクセン＝アンハルト州のゲンティンで、灯火管制の中、遅延した先行列車に後続列車が信号を無視して接近。ゲンティン駅構内で駅員が後続列車の停車を試みたところ、先行列車が非常ブレーキを扱って停車し、後続列車が高速で追突した。公式には死者186人とされたが、当局内部では278人と記録されていた。ドイツ鉄道史上における最悪の事故。

1940年11月4日
イギリスのイングランド南西部サマセットのノートン・フィッツワレン付近。複々線が複線に合流する地点で、信号の誤認により脱線転轍器に進入し脱線。27人が死亡。
1941年1月22日
第二次世界大戦下、ドイツのニーダーザクセン州にあるイゼンビュッテル-ギフホルン駅に停車中の軍用列車に貨物列車が追突。ベルギー人捕虜ら122人が死亡。
1943年9月6日
アメリカ合衆国ペンシルバニア州フィラデルフィア付近で、ペンシルバニア鉄道「議会特急」の客車の車軸が軸焼けにより折損。車体が上方に浮き上がりガントリー（門型支持）の信号に衝突し、79人が死亡。
1944年1月3日
スペインのトーレ・デル・ビエルソ付近にある第20トンネル内で、ブレーキの故障した重連・客車12両編成の郵便急行列車が、客車3両を伴った入換機関車に衝突して出火。そこに27両もの石炭車を牽引した蒸気機関車が突入し、2日にわたり炎上し続けた。公式では死者78人以上だが、推計では死者500人以上とも言われる。
1944年1月24日
ソビエト連邦ブリャンスク州ヴェレショフカ近郊のヴェレショフカ無人駅を通過中の、ヴャジマ発ブリャンスク行きのモスクワ鉄道第75号旅客列車が、木製橋梁の崩落により凍結した湖に転落。多数が溺死する惨事となった。公式発表では死者47名、負傷者50名とされたが、当該列車が独ソ戦へ向かうソ連兵などを乗客とした軍事列車的な性格を帯びていたことや、スターリニズム下の情報隠蔽などによりその実態は不明な点が多く、後年の歴史家達は死者600-700名とも推定していることから、ソビエト連邦及びロシア史上最悪の鉄道事故とも伝えられている（ru:Крушение_на_станции_Верещёвка）。
1944年3月2日 - 3日
イタリアのバルヴァーノ付近にあるアルミ・トンネル内の急勾配で蒸気機関車牽引の貨物列車が立ち往生。違法に乗車していた約426人（諸説あり）が、一酸化炭素中毒で死亡した。
1944年12月25日
日本軍政下のオランダ領東インド西スマトラ州のスマトラ西海岸国有鉄道にて、シンガラン村近郊のアナイ渓谷付近を通過中にブレーキの故障により列車が谷底に転落し、死者200名、負傷者250名。アナイ渓谷はスマトラ西海岸国有鉄道でも通行の難所と言われており、大戦末期のため詳細は不明であるが、この事故から半年も経たない翌1945年3月23日にも同じ場所で再び事故が起きたとされており、現地には慰霊碑が残されている。両年の事故を合わせると、後述の1987年10月19日の事故をも上回る、インドネシア史上最悪の鉄道事故であったとも伝えられる。
1945年7月16日
第二次世界大戦に敗れ連合国による軍政下に置かれていたドイツのオーバーバイエルン行政管区のアスリングで、アメリカ陸軍の戦車を輸送していた列車が停車していた列車に衝突。ドイツ軍捕虜約110名が死亡（de:Eisenbahnunfall von Aßling）。
1945年8月10日
ソ連対日参戦の翌日、南満洲鉄道の東安駅において、弾薬を処分する際の事故とみられる爆発に避難列車が巻き込まれ、満蒙開拓団ら100人以上が死亡した。
1946年3月20日
ブラジルのセルジッペ州アラカジュ付近で急勾配を下っているときに機関車と荷物車、客車3両が脱線。185人が死亡。
1948年5月28日
台鉄 (台湾鉄路管理局)において、乗客の持ち込んだ危険物により、新店渓に架かる橋の上で列車火災。64人が死亡または行方不明（新店渓橋列車火災事故）。
1949年10月22日
ポーランドで脱線。死者200人以上（w:List of rail accidents (1930–1949)#1949）。

### 1950年代

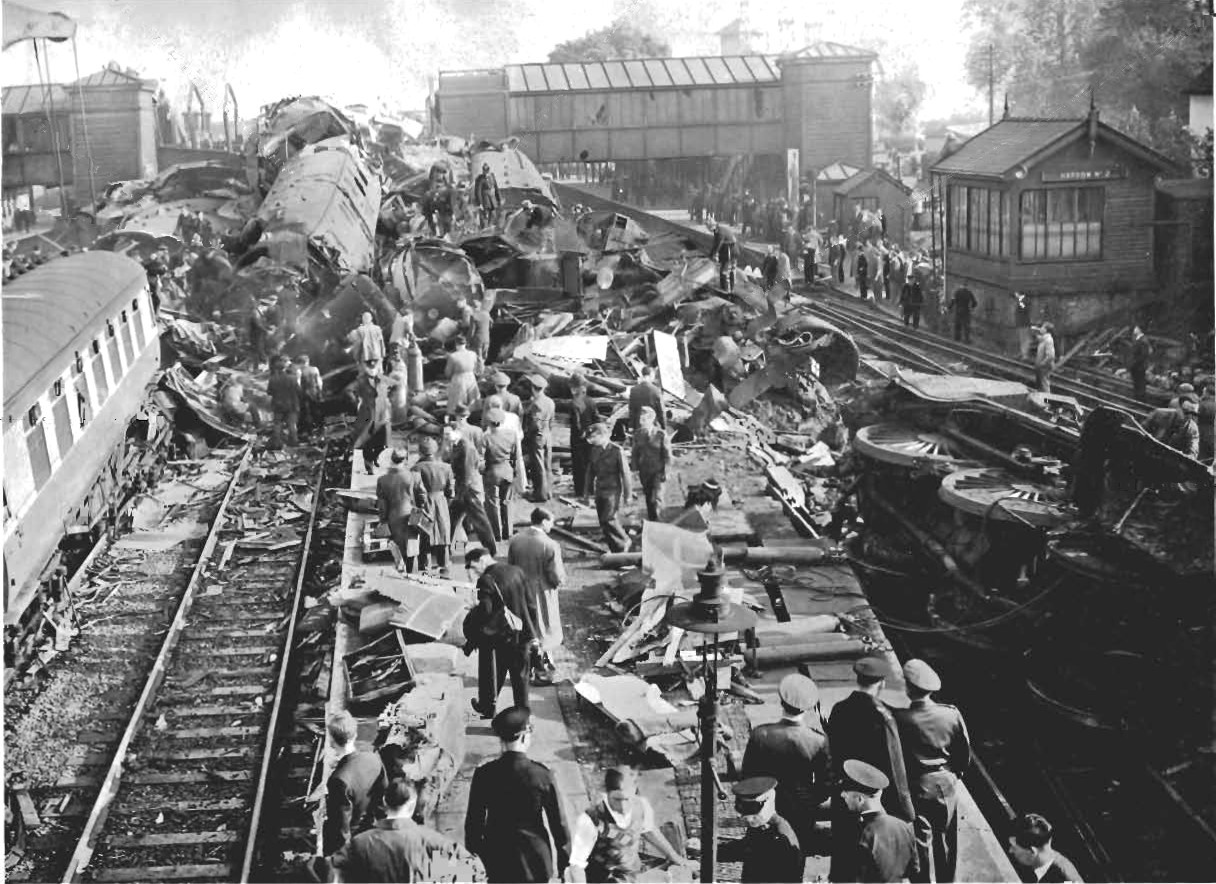
ハーロウ&ウィールドストーン衝突脱線事故の惨状

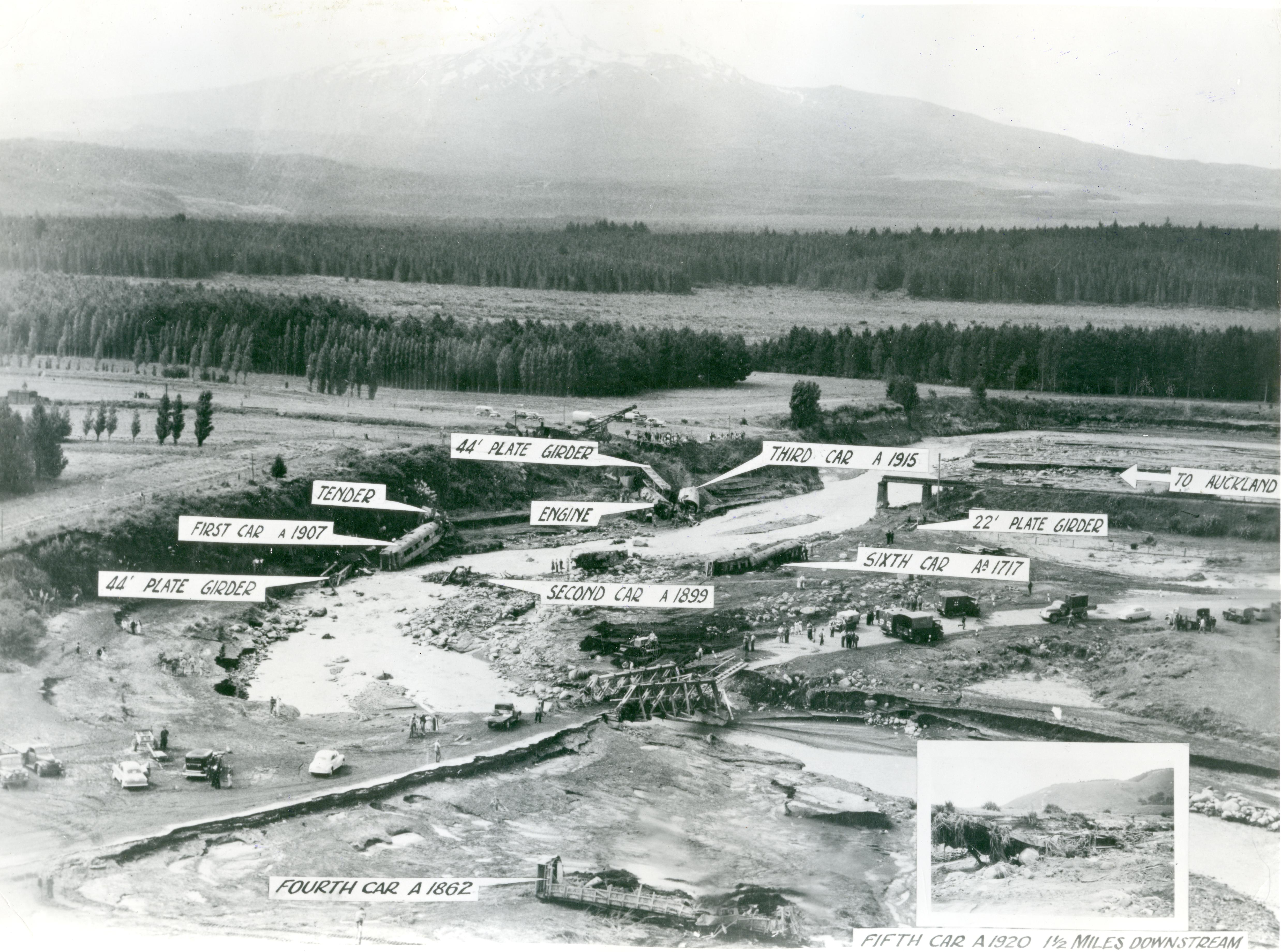
タンギワイ列車事故の現場写真

1950年8月27日
イギリスのウェールズにあるペンマインマウルで、アイリッシュ・メールの寝台列車が入れ替え用の機関車と衝突して6人が死亡（w:List of rail accidents in the United Kingdom#1948–1994: British Rail）。
1950年11月22日
アメリカ合衆国ニューヨークのロングアイランド鉄道本線。キューガーデン駅付近で、ブレーキの故障により停車した列車に後続の列車が追突し、78人が死亡（キューガーデン駅 (LIRR)#歴史、en:Kew Gardens train crash）。
1952年10月8日

イギリス首都ロンドン近郊にあるハーロウ&ウィールドストーン駅で、信号の見誤りにより列車が追突、脱線したところに別の列車が衝突し、112人が死亡。イギリスで自動列車警報装置（AWS）が普及するきっかけとなった。
1953年4月8日
ロンドン地下鉄セントラル線のストラトフォード駅とレイトン駅の間で信号故障により停止していた列車に後続列車が衝突。12人が死亡し46人が負傷。（en:Stratford tube crash）
1953年12月24日

タンギワイ列車事故。ニュージーランドのフアンガエフ川に架かるタンギワイ鉄道橋がルアペフ山からの泥流により損傷。直後に通りかかった、ウェリントン発オークランド行の列車とともに崩落して151人が死亡。ニュージーランドの鉄道事故としては最悪の惨事となった。
1955年4月3日
メキシコのグアダラハラで列車が脱線して渓谷へ転落。公式によると死者13人以上だが、300人以上とも言われる（w:List of rail accidents (1950–1959)#1955）。
1957年9月29日
パキスタン西部で急行列車が停車中の石油列車と衝突。死者250人（w:List of rail accidents (1950–1959)#1957）。
1957年12月6日
イギリスのルイシャム・ロンドン特別区、セントジョーンズ - ルイシャム間で濃霧の夕方、跨線線路橋（鉄道同士の立体交差）の下で信号停車していた列車に、別の列車が追突。さらに線路橋が崩落し、死者90人。

### 1960年代

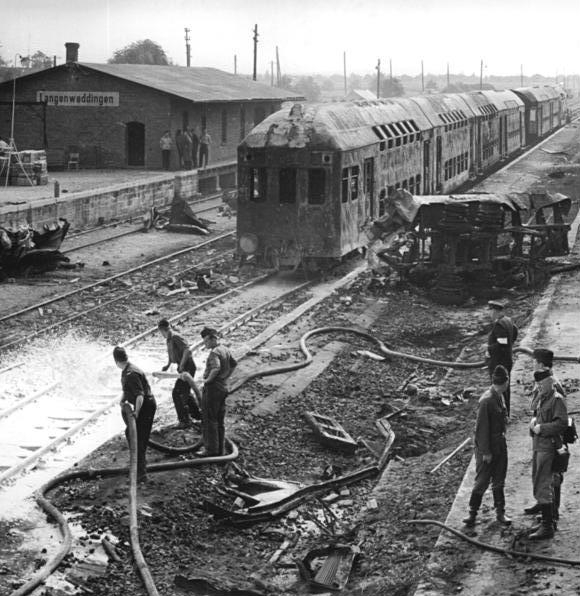
マクデブルク近郊での衝突・爆発事故現場

1961年7月16日
イギリスのイングランド北西部にあるランカシャーのウィートン付近で信号係が連絡を誤解し、保線用のバラスト運搬列車がいる線路に急行列車を進入させ、急行列車がバラスト運搬列車に追突して7人が死亡。
1961年12月23日
イタリアのカタンザーロ近郊において、カーブしている高架橋を通過中の客車が脱線して川に転落した。原因は客車の連結器の破損。死者71人。
1962年1月8日
オランダのユトレヒト州にあるハルメレンで濃霧の朝、急行列車の運転士が（次の信号機が赤だと示す）黄色信号を見落とし125km/h で通過。次の赤信号に気づき非常ブレーキをかけたものの間に合わず107km/h で反対方向から来た普通列車と9時19分に正面衝突。双方の運転士を含む93人の死者（うち2人は後日死亡）と54人の重軽傷者を出した。オランダ史上最悪の鉄道事故。
1962年6月11日
アルゼンチン首都ブエノスアイレスの近郊鉄道であるベルグラーノ南線のビジャ・ソルダーティ踏切で、濃霧の朝に市営のスクールバスを踏切番が踏切に入れた瞬間、走ってきた列車と衝突した。42人が死亡、83人が負傷。
1963年4月11日
インドネシア西ジャワ州のバンドンでジャカルタ発バンドン行きの夜行列車が脱線転覆して渓谷へ転落。死者37名。
1967年7月6日
東ドイツ（当時）のマクデブルク南方の踏切で列車とタンクローリーが衝突して爆発。キャンプで移動中の学生など94人が死亡（en:Langenweddingen level crossing disaster）。
1967年11月5日
イギリスのルイシャム・ロンドン特別区にある車両基地付近で、レールの破損により列車が脱線。死者49人。生存者には歌手でビージーズのメンバーのロビン・ギブと妻がいた。
1968年1月6日
イギリスのスタッフォードシャーにあるヒクソンにて、ウェスト・コースト本線を運行中の急行列車が変圧器を輸送中のトレーラーと衝突。死者11人。事故後、踏切の安全向上がイギリス国内で図られた。(en:Hixon rail crash)
1969年2月7日
オーストラリアのビクトリア州バイオレット・タウン付近の単線区間での行き違い直前に、旅客列車の運転士が心臓発作により死亡。そして、旅客列車は貨物列車と衝突した。死者9人。
1969年5月7日
イギリスのイングランドにあるノーサンバーランドの急カーブで列車が脱線。死者6人。

### 1970年代

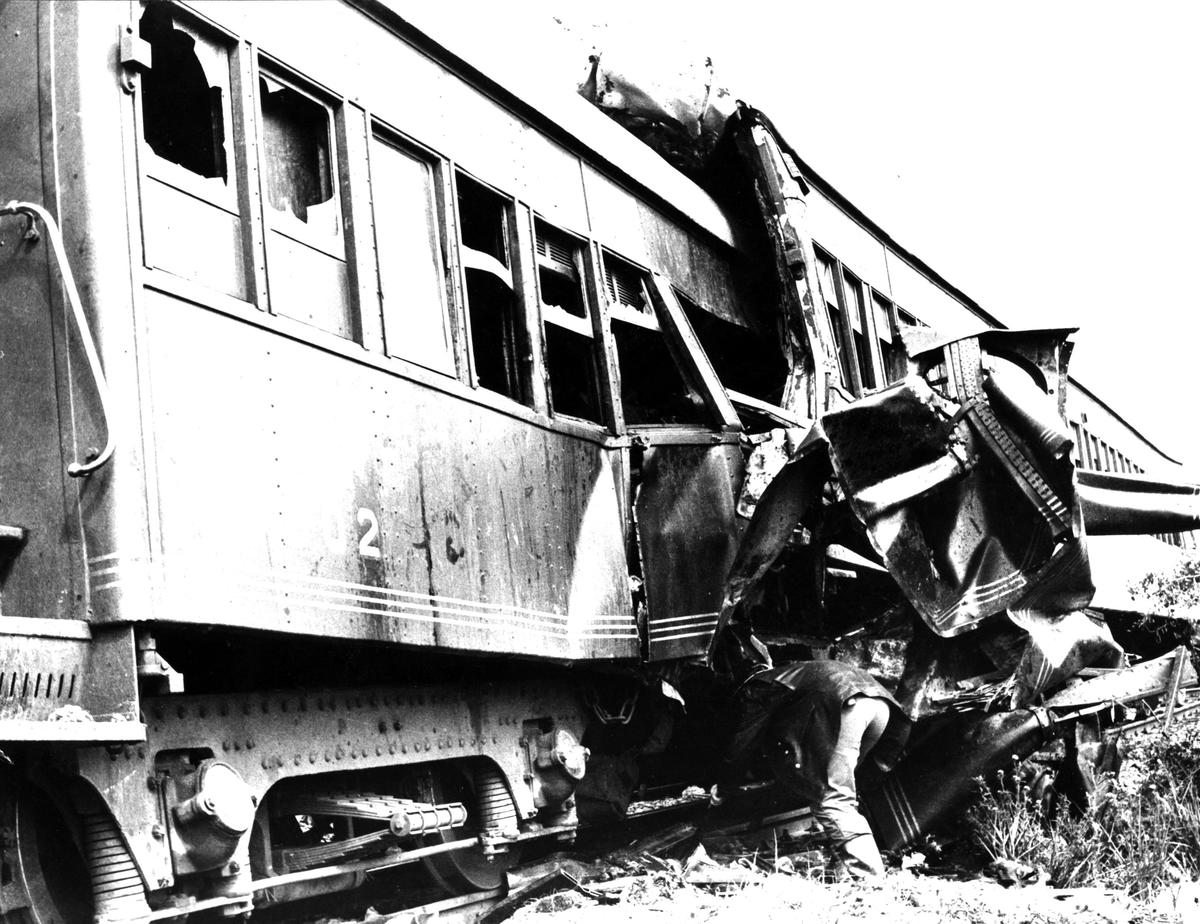
ベナビデス列車追突事故（1970年）

1970年2月1日

アルゼンチン北東部に展開する路線網であるミトレ将軍鉄道のベナビデス（首都ブエノスアイレスの北約30 km、人気観光地ティグレの近く）で、機関車のエンジントラブルにより停車していた普通列車に後続の急行列車が追突。公式によると死者は142人とされたが、実際には236人とも言われる。アルゼンチン最大の鉄道事故。
1971年2月9日
西ドイツ（当時）のアイトラングで、TEE 列車がカーブ（制限80km/h）を130km/h で通過して脱線。同時に複線の反対方向を走ってきたレールバスと衝突した。TEE のブレーキが「凍結」し、減速できなかったことが原因。死者28人、負傷42人（アイトラング#アイトラング列車事故、de:Eisenbahnunfall von Aitrang）。
1971年5月27日
西ドイツのノルトライン＝ヴェストファーレン州にある Radevormwald で、貨物列車と臨時普通列車が単線区間で正面衝突。臨時普通列車の運転でダイヤが変更され、貨物列車が臨時に停車すべき行き違い駅を通過してしまった（信号操作ミスが原因とも）ことが原因とされる。臨時普通列車が軽量のレールバスであることも被害を大きくした。死者46人 (遠足帰りの中学生41人を含む)、負傷25人。この事故により列車無線の拡大や、軽量のレールバスの淘汰（）が進められた（en:Dahlerau train disaster）。
1971年7月21日
西ドイツのフライブルク行政管区の Rheinweiler 駅付近で、急行列車がカーブ（制限75km/h）を140km/h で通過して脱線し、何両かは築堤から転落して民家を押しつぶした。死者23人、負傷121人。当時最新鋭の電気機関車だった103型の技術的欠陥が原因とされる（西ドイツ国鉄103型電気機関車#その他、de:Eisenbahnunfall von Rheinweiler）。
1972年6月16日
フランスのパリ - ランス間にあったビュルジトンネルのランス側入口300m 付近が老朽化のため12m にわたり崩壊し、そこに上下2本の列車がほぼ同時に110Km/h で突っ込んで両列車とも脱線転覆、合計107人が死亡した（fr:Effondrement du tunnel de Vierzy）。
1972年8月6日
メキシコのサルティーヨで大規模な列車火災。208人が死亡。
1972年10月30日
アメリカ合衆国イリノイ州シカゴで、朝のラッシュ時に列車が駅をオーバーランし、信号機を通過後プラットホームまで後退するトラブルが発生。このとき信号が自動的に進行現示となった事に気づかなかった後続の列車が追突した。死者45人。
1974年8月30日
ユーゴスラビア鉄道のザグレブ（現在はクロアチアの首都）中央駅付近のカーブに、運転士と助手が過労の状態にあった列車が速度超過で進入して脱線した。153人が死亡。
1975年2月28日
イギリスのロンドン地下鉄において、ムーアゲート駅で列車がトンネル端の行き止まりに衝突。死者43人。事故原因は特定できなかった（en:Moorgate tube crash）。
1975年7月17日
ブラジルのリオデジャネイロにあるマグノ駅付近で、速度超過でカーブを曲がり切れなかった近郊電車（ブラジル中央鉄道200形電車）が脱線。14人が死亡し、376人が負傷したが、一部では「数百人が死亡した」ともいわれる。
1977年1月18日
オーストラリアのニューサウスウェールズ州の州都シドニー近郊で列車が脱線して陸橋に衝突。陸橋が崩落し列車を押し潰し、83人が死亡した。この事故はクラッシュ症候群による死者が多く出たことで知られる。オーストラリア史上最大の鉄道事故。
1977年7月24日
韓国の京釜線池灘駅構内で停車中の龍山発釜山行の第161普通列車に、場内信号を見落としたソウル発釜山行の第21特急列車トンイル号が衝突し、18人が死亡、100人が重軽傷。
1977年11月11日
韓国の裡里駅（現: 益山駅）に爆発物40tを積載して停車中の貨物列車の車内で、火の点いたろうそくが火薬箱に転倒し引火・爆発。死者59人、負傷者1,343人。駅周辺に住んでいた1,647世帯、7,800人あまりがこの事故に巻き込まれ被災した。
1978年2月25日
アルゼンチン北東部に展開するミトレ将軍鉄道のサンタフェ州ロサリオ - サン・ミゲル・デ・トゥクマン間に存在する小さな町サ・ペレイラで、トゥクマン発ブエノスアイレス行きの急行列車エストレージャ・デル・ノルテ（北星）号が、踏切警報機の確認を怠ったトラックに衝突。機関車は転覆し、一部の客車は衝撃で大破。乗客55人が死亡した。これは、アルゼンチン史上2番目に大きな鉄道事故かつ最大の踏切事故であり、事故の当核となった急行列車の名前から、「急行エストレージャ・デル・ノルテ号の悲劇」と呼ばれる。
1978年4月15日
イタリアのボローニャ - フィレンツェ間の複線で山崩れに遭遇し、そこに乗り上げて隣線を支障していた下り急行列車に上り特急列車が衝突。死者42人（it:Incidente ferroviario di Murazze di Vado）。
1978年7月6日
イギリスのイングランド南西部にあるサマセットを走行中の寝台列車で火災が発生。12人が死亡。
1978年12月16日
中国河南省蘭考県の隴海線楊庄駅付近で衝突事故。死者106人（w:zh:中国铁路事故列表）。
1979年11月10日
カナダのオンタリオ州ミシサガ市内の踏切で貨物列車が脱線。死者は出なかったものの、タンク車の塩素などが流出したことにより市民20万人以上が1週間にわたって市から避難した（en:1979 Mississauga train derailment）。

### 1980年代

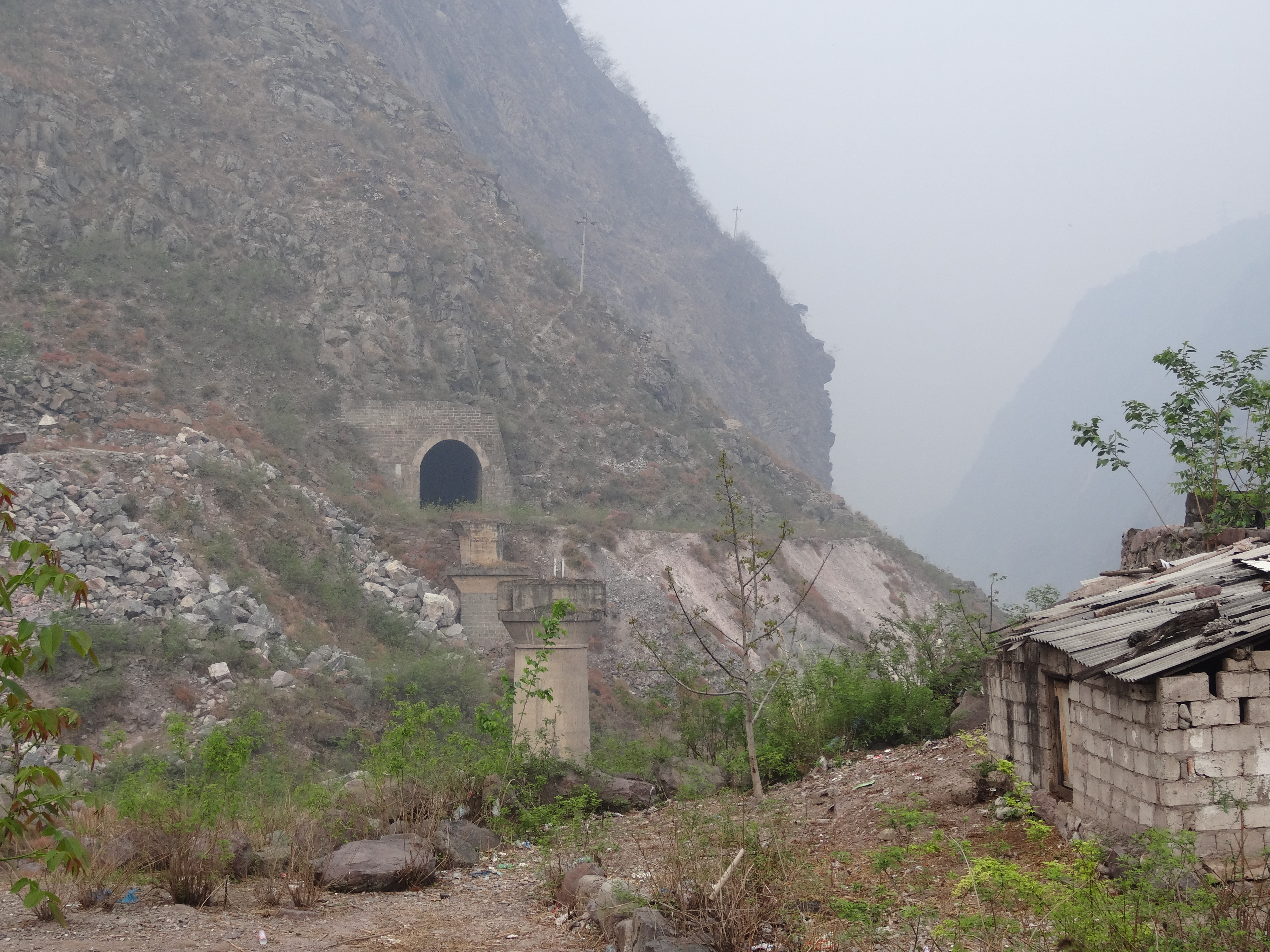
成昆線事故の現場
_{事故後、現場を迂回する形で新線が建設され、現場付近は廃線となった。}

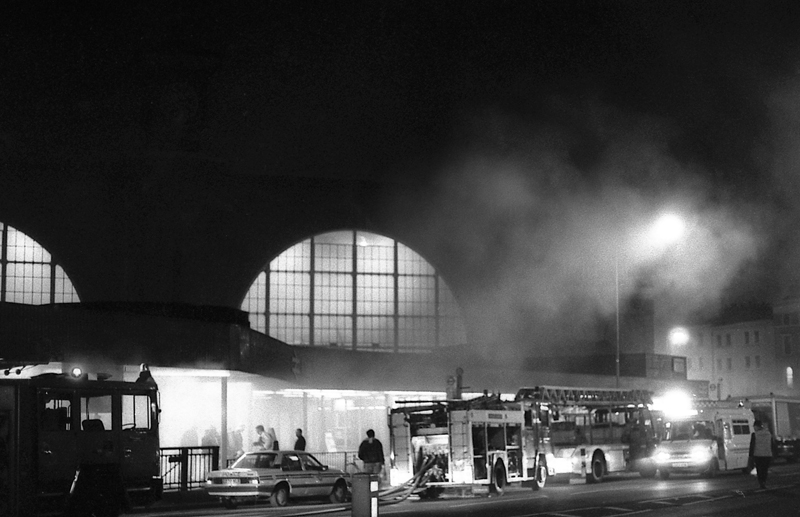
ロンドン地下鉄火災 (1987年)

1981年6月6日
インドのビハール州で列車が鉄橋から、下を流れるバグマティ川に転落。公式の発表では死者200人以上だが、実際には800人以上とも言われる。強風などの災害またはブレーキ不良が原因とみられている。インド史上最悪、世界の鉄道史上3番目に死者が多かった鉄道事故。
1981年7月9日
中国四川省甘洛県を流れる大渡河沿いを走る成昆線で、支流に架かる鉄橋が土石流によって崩壊し、そこへ列車が突入した。東風3型ディーゼル機関車2両、荷物車、郵便車と客車1両が川に転落、客車2両が川岸に吊り下がり、客車1両が橋の直前のトンネル出口付近で脱線して大破した。乗務員4人を含む240人以上が死亡または行方不明。
1983年6月5日
ソビエト連邦のウリヤノフスク近郊でヴォルガ川に架かる橋（Императорский мост）に客船アレクサンドル・スヴォーロフ（定員400人）が衝突して橋の上部構造物を大破させた。その反動で橋脚が移動し、橋を渡って来た貨物列車の一部の車両が脱線、貨車の積荷が船上に落下した。少なくとも176人が死亡。
1984年2月29日

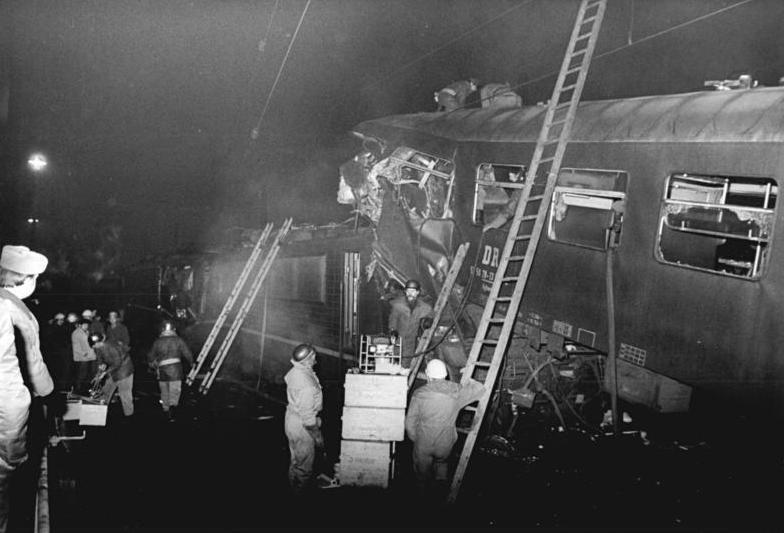
ホーエントゥルムの事故現場

東ドイツ・ホーエントゥルム（現ザクセン＝アンハルト州）に停車中の近郊列車に西ベルリンと西ドイツを結ぶ回廊列車が衝突。近郊列車の最後尾の機関士や乗客など10人が死亡し、30人が負傷。事故処理にはシュタージが直接関与し、回廊列車の乗客には代わりの便が手配されて西側へ出国させた。
1985年1月14日
エチオピアのアファール州を流れるアワッシュ川に架かる橋の上で列車が脱線し、5両中4両が渓谷に転落。死者428人以上。アフリカ大陸最大の鉄道事故。速度超過が原因とみられる。
1985年7月8日
フランスのウール県にあるサン・ピエール・デュ・ヴォヴレにおいて、ル・アーブル発パリ行きのコライユ客車使用の急行第3134列車が、踏切内に停車していたセミトレーラーに時速約150から160 kmで衝突。トレーラーの運転手を含む17人が死亡し、99人が負傷した。
1985年8月3日
フランスのボルドーから150 km地点の単線で急行列車と普通列車が正面衝突し、35人が死亡。事故原因は通信式による閉塞を駅の取扱者がミスしたため（w:List of rail accidents (1980–1989)#1985）。
1985年8月31日
フランスのアンドル県にあるアルジャントンシュールクルーズ近郊の複線区間で、工事につき大幅な速度制限が設けられていた区間に入ることを示す信号の見落としにより対向線に被さるようにして脱線した旅客列車と、対向線を走行してきた郵便・荷物列車が衝突。43人が死亡（de:Eisenbahnunfall von Argenton-sur-Creuse）。この事故と上記2件の事故が2カ月以内に発生したことはフランス全土に大きな影響を与え、当時のフランス国鉄代表が引責辞任した。
1986年2月8日
カナダのアルバータ州ヒントン郊外で、バンクーバー発エドモントン行の特急スーパーコンチネンタル号と貨物列車CN413号が正面衝突。スーパーコンチネンタル側21人、CN413号側2人の23人が死亡。直接な原因は、待避線におけるCN413号の乗務員の睡眠不足に伴う居眠りによる停止信号無視であったが、その後の調べで、カナダ国鉄が、死亡した乗務員の病状を放置していた上に、デッドマンズペダルと呼ばれるデッドマン装置に乗務員が故意に荷物を置くなどして機能していなかったこと、また、車掌が非常停止装置を利用していなかったことが発覚。
1986年2月17日
チリのバルパライソ近郊にあるリマチェで、チリ国鉄の都市間電車（AES）同士が正面衝突。事故が発生した現場は複線区間であったが、事故より前に当時のアウグスト・ピノチェト軍事政権に反対するテロリストにより破壊され、単線として仮復旧した状態で運行していたことに加え、線路に設置されていた信号ケーブルが外され、信号伝達がうまくいっていなかったことが原因と言われている。死者は公式発表では59人ないし63人、チリ警察軍の発表では159人だが、このうちのどれが正確な情報なのかは判明していない。es:Accidente_ferroviario_de_Queronque_de_1986
1987年8月7日
ソ連ロストフ州カメンスク＝シャフチンスキーの北カフカース鉄道カメンスカヤ駅で、ブレーキの故障した貨物列車が駅に停車中の旅客列車に追突。死者106人。
1987年10月19日
インドネシアのジャカルタ近郊のビンタロを通るメラク＝タナ・アバン線（現在のKCIランカスビトゥン線区間）にて、タナ・アバン発メラク行きの旅客列車とランカスビトゥン発ジャカルタ・コタ行きの旅客列車が運行指令の間違った誘導により正面衝突し、機関車（西ドイツ製）と客車数両（東西ドイツおよびハンガリー製）が大破。死者156人を出した。インドネシア最大の鉄道事故（en:Bintaro train crash）。
1987年11月18日

イギリスのロンドン地下鉄にあるキングス・クロス・セント・パンクラス駅において、エスカレーターから出火して31人が死亡。
1988年1月24日
中国雲南省宣威県の貴昆線で脱線事故が発生。死者88人（w:zh:中国铁路事故列表）。
1988年3月24日
中国上海近郊で急行列車同士が正面衝突。乗車していた日本の高等学校からの修学旅行生ほか29人が死亡。原因は片方の列車運転士の信号無視とされたが、運転士はブレーキ故障と証言している。
1988年6月4日
ソ連のニジニ・ノヴゴロド州アルザマスで、爆発物（RDXやHMX等）を積んだ貨物列車が原因不明（テロ説あり）の大爆発。死者91人、負傷者1,500人（en:Arzamas train disaster）。
1988年6月27日
フランスのムラン - パリ間を走行していた列車の乗客が通過駅で降りようとして非常停止スイッチを作動させた。この時運転士が非常停止スイッチの解除手順を間違ったために先の下り勾配で列車が暴走を始め、終点であるパリのリヨン駅にある地下ホームで、車掌が遅刻したために出発の遅れていた列車に衝突。死者56人。後の刑事裁判では運転士と車掌が有罪になったのも関わらず、違法に列車を止めた乗客が無罪になったため、フランス国鉄労働組合は抗議のストライキを決行した（リヨン駅列車衝突事故、zh:巴黎里昂車站列車相撞事件、en:Gare de Lyon rail accident）。
1988年7月8日
インドのケーララ州にあるアシタムディ湖に架かる鉄橋で、急行列車が脱線して下の湖に転落。死者107人（en:Peruman railway accident）。
1989年5月12日
アメリカ合衆国カリフォルニア州にあるカホン峠麓で貨物列車が速度超過のためカーブで脱線して横転。反動で、機関車と連結されていたタンク貨車が付近の住宅7棟に突っ込み、乗務員・住民合わせて4名が死亡。さらにこの事故の影響により同25日、事故現場の地下に巡らされていた高圧燃料パイプラインが破裂、吹き出した燃料が周辺の住宅地に飛散しながら引火して爆発し、住民2名が死亡した。事故原因は貨物の過積載によるブレーキの破損であり、事故後に積載量の虚偽申告があったことが判明している。高圧燃料パイプラインが破裂した原因は脱線の復旧工事の際、重機が地下2mに敷設されていたパイプラインを傷つけたことであった。
1989年6月3日
ソビエト連邦のウラル山脈山中のアシャ (Аша) - ウファ間で、液化天然ガスのパイプラインからガスが漏れて爆発。そこを通りかかった列車2本が巻き込まれさらに爆発した。死者575人（645人とも）。
1989年8月10日
メキシコ国鉄のマサトラン発メヒカリ行き列車（ディーゼル機関車とカナダ/日本/メキシコ製の客車の編成）が橋上を走行中に橋が崩壊し、客車数両（日本/メキシコ製）が下を流れるサン・ラファエル川に転落した。112人死亡。

### 1990年代

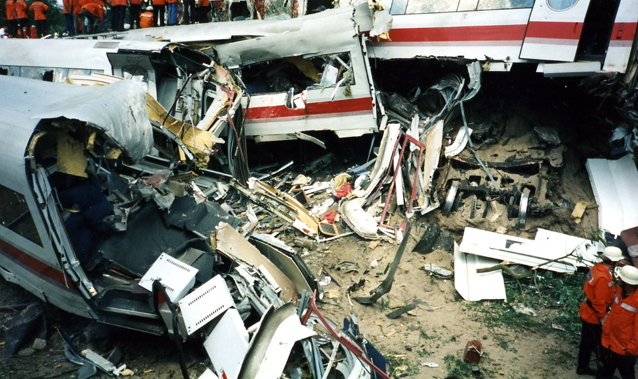
エシェデ鉄道事故

1990年1月4日
パキスタンのシンド州サッカルで、分岐器の操作ミスにより、停車していた貨物列車に通過の旅客列車が衝突した。死者307人。
1991年10月16日
フランスのムランにおいて、運転士の心臓発作により貨物列車が停止信号を冒進し、ニース発パリ行き夜行列車に追突した。死者16人。デッドマン装置は正常に作動したが列車の追突は防止できなかった。この事故は不適切な列車の操縦を検出するKVB自動列車制御装置（KVB automatic train control system）の採用につながった（w:List of rail accidents (1990–99)#1991）。
1991年11月15日
台湾の134信号場において、電車特急列車「自強号」の保安装置（ATS）が故障して暴走し、別の線路に停車中の客車急行列車「莒光号」の側面に衝突した。死者30人、負傷者100人以上。
1991年12月7日
イギリスのイングランドとウェールズの間を結ぶセヴァーントンネルにおいて、信号の故障のためトンネル内を低速走行していた列車に、別の列車が追突した。185人が負傷（5人が重傷）。
1993年3月28日
韓国の釜山にある亀浦駅付近で、無許可で実行された線路脇での発破作業の影響で、客車急行列車「ムグンファ号」が脱線、転覆した。死者78人、負傷者198人。
1993年9月22日
アメリカ合衆国アラバマ州のモービル近郊で濃霧により艀（）が橋に衝突。艀は橋を破壊し、そこを通りかかったアムトラック（全米鉄道旅客輸送公社）の客車特急列車「サンセット・リミテッド号」が橋上で脱線し、一部の車両はバイユー（小川）に転落して出火した。死者47人。
1994年9月22日
アンゴラのベンゲラ鉄道で「ブレーキ故障による」脱線が発生した。死者300人（pt:Caminho de Ferro de Benguela#Acidente）。
1995年8月20日
インドのウッタル・プラデーシュ州において、牛との衝突により停車した列車に別の列車が追突した。死者358人。
1995年10月28日
アゼルバイジャン首都のバクー地下鉄で電車から出火。約300人が死亡した。
1996年11月18日
英仏海峡トンネル（ユーロトンネル）で列車火災事故が発生した（en:1996 Channel Tunnel fire）。
1997年3月31日
スペインのナバラ州にあるウアルテ＝アラキルの駅で、バルセロナとアンダイユを結ぶ客車特急列車「インターシティ」が構内の制限速度30 km/hの分岐器を130 km/h以上の速度で通過して脱線。死者18人、負傷者80人から100人。
1997年4月29日
中国湖南省岳陽県の京広線栄家湾駅付近で、信号の見誤りにより追突事故が発生した。死者126人（「中華人民共和国の鉄道事故」参照）。
1997年9月19日
イギリスのイーリング・ロンドン特別区で、インターシティー125車両を使用した特急列車が赤信号を見落として冒進し、貨物列車と衝突した。死者7人。
1998年2月14日
カメルーンの首都ヤウンデ郊外で、燃料用の石油を輸送する貨物列車同士が衝突し脱線。同国では一個人による自由な石油の売買が許可されており、群衆が貨車から流出した石油を前述の目的で集めていたところ大爆発が起きた。少なくとも200人が死亡した。
1998年6月3日

ドイツのニーダーザクセン州のエシェデ近郊で、ICE-1車両を使用した高速列車が運行車両の車輪破断によって脱線し道路橋に衝突した。死者101人。
1998年11月26日
インドのパンジャーブ州で、レールの破損により脱線事故が発生した。その車両が隣の線路を支障し、そこへ対向してきた別の列車が衝突した。死者212人以上。
1999年8月2日
インドのアッサム州で、国境に向かう兵士や公安警察を乗せた列車が、駅に停車中の別列車に衝突し爆発した。公式では死者285人以上だが、1000人以上とも言われる。「軍用の爆薬が爆発の原因」との説は、インド軍当局により否定された。
1999年10月5日
イギリス首都ロンドンのパディントン駅から約2.5 km（ケンジントン&チェルシー王立区）の上下共用区間で列車同士が正面衝突した。死者31人。

### 2000年代

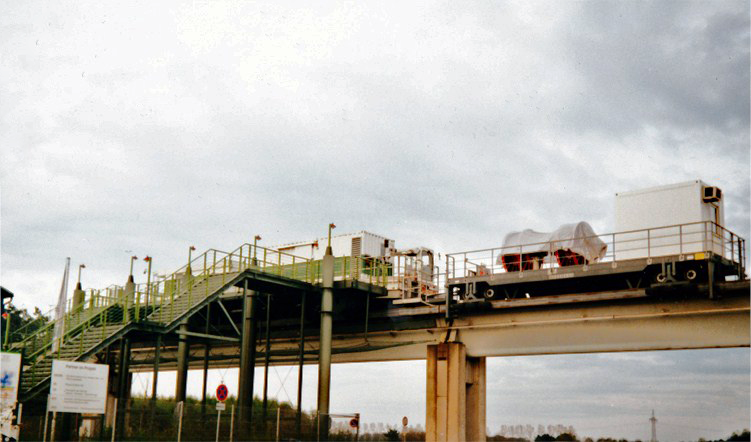
トランスラピッド保線車両

2000年10月17日
イギリスのハートフォードシャーのイースト・コースト本線でレールの損傷を放置する等の整備を怠った結果、インターシティー225が脱線した。死者4人。
2000年11月11日
オーストリアのツェル・アム・ゼー郡カプルンのケーブルカーでトンネル火災。日本人10人を含め155人が死亡。
2001年2月28日
イギリスのノース・ヨークシャーで特急列車と貨物列車が衝突。死者10人。
2001年5月15日
アメリカ合衆国オハイオ州で、毒性の高い物資を積載した貨物列車が無人で暴走したCSX8888号暴走事故（別名「クレイジーエイツ事故」が発生。映画『アンストッパブル』（2010年）のモデルとなった。
2002年2月20日
エジプトのギーザ県で、首都カイロ発ルクソール行の列車で火災が発生。死者373人（en:2002 Al Ayyat railway accident）。
2002年5月10日
イギリスのハートフォードシャーにある、イースト・コースト本線のポッターズ・バー駅構内で、分岐器の故障により通過列車が脱線してプラットホームに突入。7人が死亡した（zh:波特斯巴火車事故、en:Potters Bar rail accidents#2002）。
2002年5月25日
モザンビークの Tenga（首都マプトの北西40km）で、セメントを積んだ貨客混合列車の一部が切り離され勾配を逆走。停車していたセメント列車に衝突し、192人が死亡（en:Tenga rail disaster）。
2002年6月24日
タンザニアの首都ダルエスサラーム発ドドマ行の旅客列車が勾配を登りきれず逆走し、低速で走行していた貨物列車に衝突。死者281人。
2003年1月31日
オーストラリアのニューサウスウェールズ州シドニーで電車脱線事故。死者7人（en:Waterfall rail accident）。
2003年3月1日
台湾の阿里山森林鉄道でブレーキの故障により脱線転覆事故が発生。死者17人（zh:阿里山森林鐵路#意外事故）。
2003年6月3日
スペインのカスティーリャ・ラ・マンチャ州にあるチンチーリャ・デ・モンテ・アラゴンで、首都マドリード発カルタヘナ行きのタルゴ（354形とタルゴ4の編成）が指令のミスにより対向のムルシア発の貨物列車（333形牽引）と正面衝突。両者ともディーゼル機関車の牽引であったことから燃料漏れによる火災が発生し、19人が死亡、50人が負傷（es:Accidente_ferroviario_de_Chinchilla_de_Montearagón）。
2004年2月18日
イランのニーシャープール近郊で留置してあった無人の貨車51両が暴走し、脱線して沿線の村に突入。積荷（石油、原綿、硫黄、肥料）の爆発により1村が壊滅し、3村が大きな被害を受けた。少なくとも295人が死亡。
2004年4月22日
北朝鮮の龍川駅で貨物列車が爆発。積荷の硝酸アンモニウムまたはANFOが流出し引火したものと推測されている。テロ説も有り。公式では死者54人以上だが、160人以上とも言われる。
2004年11月6日
イギリスのバークシャーの小さな村の一つ、ウフトン・ナーベットに存在する踏切内に停車していた自動車に、ロンドンのパディントンからペンザンスへ向かっていたインターシティー125（43型ディーゼル機関車2両とイギリス国鉄マーク3客車6両）が時速100マイル（約160キロ）で衝突。衝撃により自動車は原型を留めないほど破損し、列車も8両全てが脱線、一等車は他の車両の上に被さった。列車運転士の他、自動車の運転者、当時14歳の女性を含む列車の乗客5人が死亡し、100人以上が負傷した。原因調査の結果、自動車の運転者は「自分の性に神経質」であったため、受けたHIV検査の結果が心配でならなくなり、自殺目的で故意に「ライトを消した状態で」踏切内に自動車を停車させたことが事故に繋がったと判定。事故が発生した時刻は18時12分であった（en:Ufton_Nervet_rail_crash）。
2004年11月12日
フィリピンのケソン州パドレブルゴス付近で夜行列車が脱線、一部の車両が渓谷へ転落。死者13人（フィリピン国鉄#近年）。

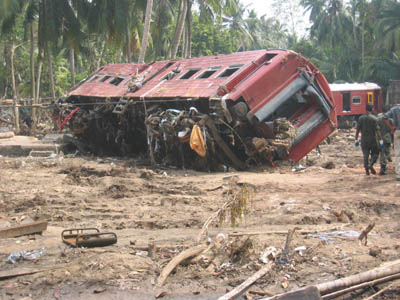
津波に流された列車 (スリランカ)

2004年12月26日

スリランカでコロンボ〜ゴール間を往復していた列車がスマトラ島沖地震による津波に巻き込まれて脱線転覆。「列車は安全だ」という話が広まり、列車内や屋上に避難していた地元住民を含め、約1,700人が死亡する世界の鉄道史上最悪の惨事となった。
2005年1月6日
アメリカ合衆国サウスカロライナ州で、側線に停車中の貨物列車に別の貨物列車が衝突。塩素ガスが放出され、9人が死亡、250人以上が負傷、約5,400人が避難した。
2005年2月3日
インドのナーグプル郊外で、結婚式から戻る参列者約70人を運ぶトレーラーを牽引車で牽引していたところ、踏切で列車と衝突した。死者55人（en:Nagpur level crossing disaster）。
2005年7月12日
パキスタンのシンド州で駅に停車中の列車に別の列車が衝突、さらに3本目の列車も追突した。公式では死者109人だが、500人以上とも言われる（en:Ghotki rail crash）。
2005年10月29日
インドのアーンドラ・プラデーシュ州で、鉄砲水により橋が流失し、その橋に差し掛かった急行列車が転落。死者114人以上（en:Valigonda train disaster）。
2005年11月29日
コンゴ民主共和国のマニエマ州において、ルアラバ川の支流ルフル川に架かる橋の骨組みに、満員の列車の屋根にいた乗客多数が衝突して川に転落。約50人が死亡した「可能性がある」とされる。
2006年7月3日
スペインのバレンシアを走る地下鉄メトロバレンシアの電車が、速度超過により脱線。死者43人。
2006年9月22日

ドイツ北部のラーテンで磁気浮上式高速鉄道（トランスラピッド）のエムスランド実験線で試運転中のトランスラピッドが、200km/h前後と推定される速度で保線用車両と衝突、作業員2人とリニアに乗車していた見学者ら29人の計31人が巻き込まれ、21人が死亡した。リニアモーターカーで初めて死者が出た大事故となった（トランスラピッド#事故、zh:德國磁浮試驗線碰撞事故、en:Lathen train collision）。
2006年10月11日
フランス北東部モゼル県のズフトゲンで、特急列車と貨物列車が正面衝突。両列車の運転士と特急列車の乗客の計5人が死亡、乗客15人が重軽傷を負った（en:Zoufftgen train collision）。
2006年10月17日
イタリアの首都にあるローマ地下鉄A線で、ヴィットーリオ・エマヌエーレ駅に停車中の電車に後続の電車が追突、1人が死亡、日本人4人を含む約170人が負傷（en:2006 Rome metro crash）。
2007年6月15日
台鉄 (台湾鉄路管理局)宜蘭線の大里駅で列車正面衝突事故が発生し、死者5人。
2007年8月1日
コンゴ民主共和国の西カサイ州で貨物列車がブレーキの故障により脱線。貨車に違法に乗車していた100人以上が死亡。
2007年11月3日
韓国釜山駅で停車中のKTX（韓国高速鉄道）の列車に回送列車が衝突。死者なし。
2008年4月28日
中国山東省淄博市で、北京発青島行きの列車が脱線したところに、煙台発徐州行きの列車が側面衝突、71人が死亡、400人以上が負傷。
2009年6月22日
アメリカ合衆国首都ワシントンD.C.のワシントンメトロのレッドラインで、電車同士が衝突。死者8人、負傷者80人。
2009年6月29日
中国湖南省郴州市の郴州駅で、長沙駅発深圳駅行きの列車と銅仁駅発深圳西駅行きの列車が衝突。死者3人、負傷者63人（zh:2009年京廣鐵路郴州站列車相撞事故）。

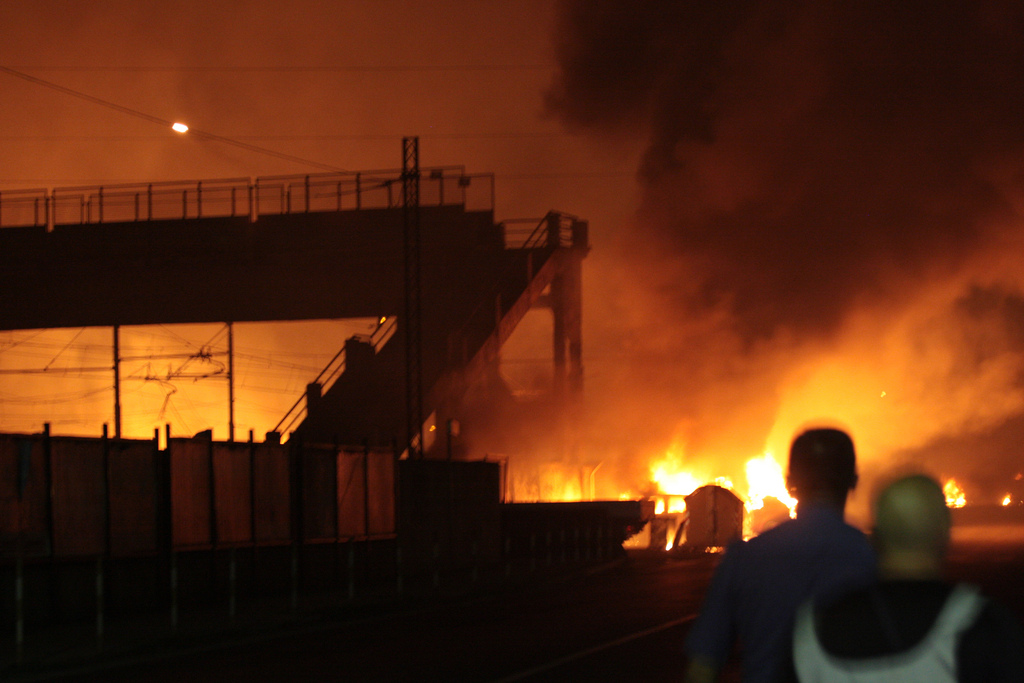
ヴィアレッジョ駅の爆発事故

2009年6月29日

イタリアのヴィアレッジョ駅構内で、LPガスを積んだ貨物列車が脱線し、爆発した。火災は駅舎や沿線の住宅、通行人などを巻き込み、31人（心臓発作の2人は含まない）が死亡した（en:Viareggio train derailment）。

### 2010年代

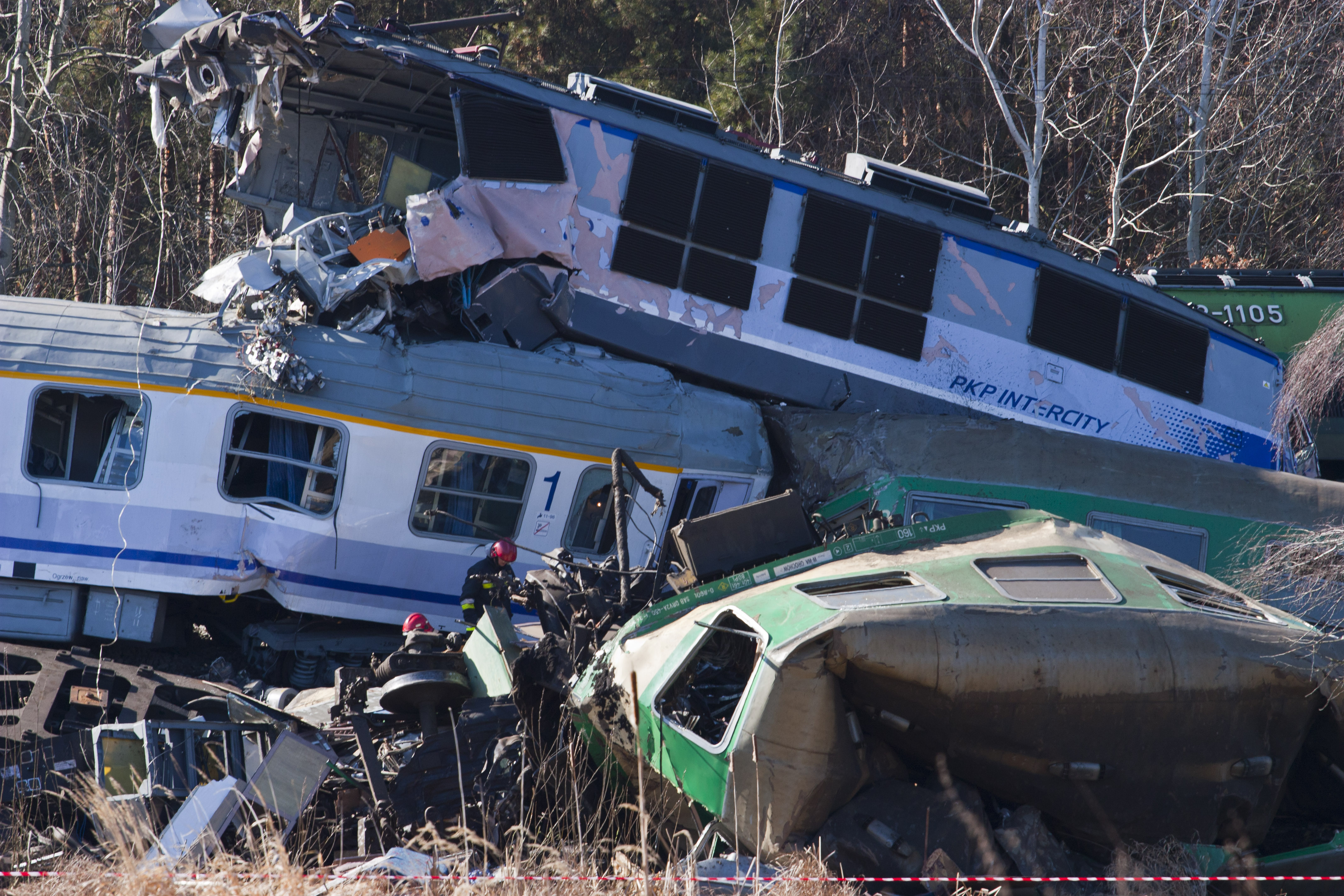
ポーランドの正面衝突

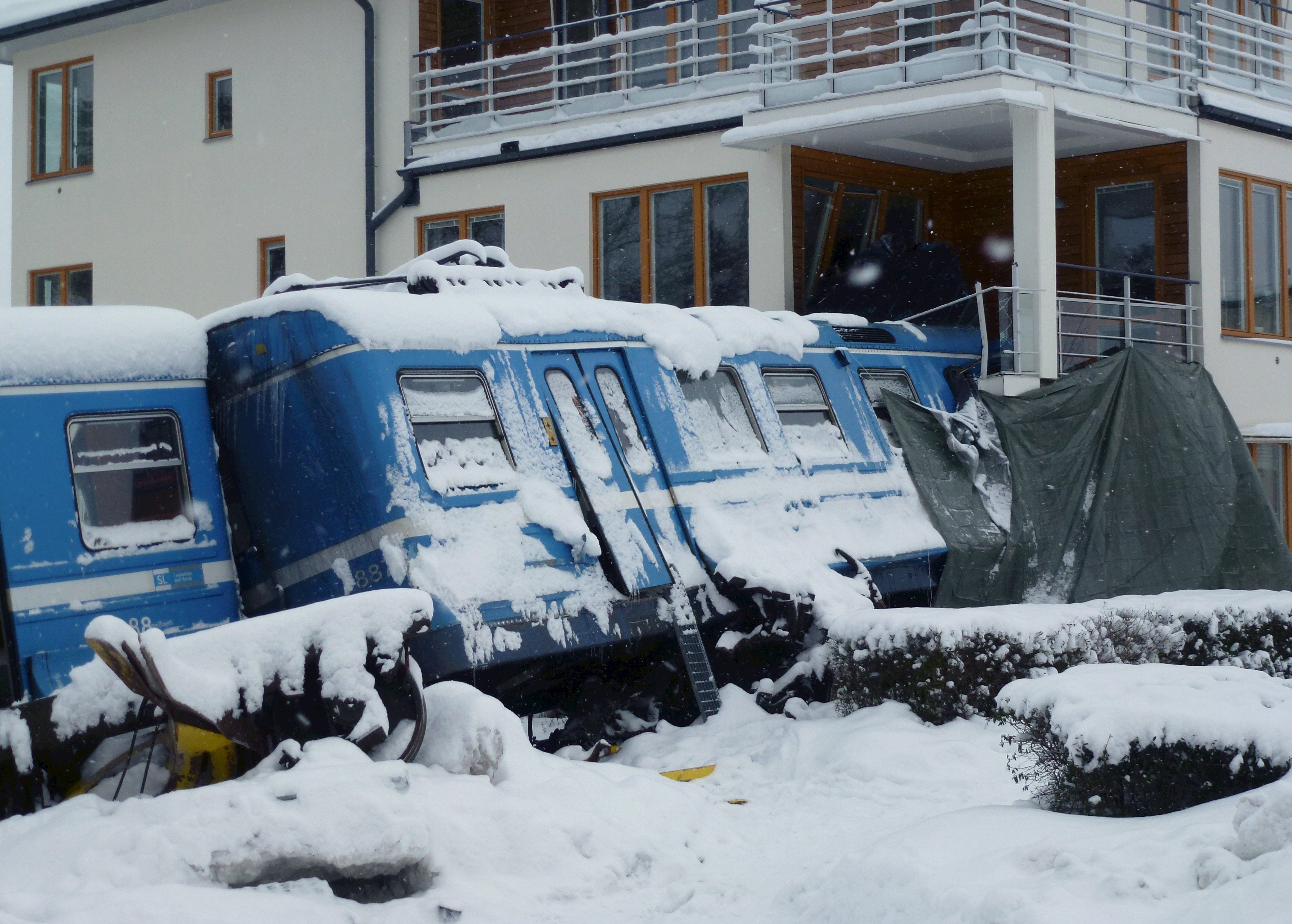
スウェーデンの暴走事故

2010年4月12日
イタリア北部メラーノ付近で、列車が地滑りに突入して脱線し、死者9人が死亡した。
2010年5月28日
インドの西ベンガル州で、コルカタ発ムンバイ行きの特急列車13両が脱線し、そのうち4両が貨物列車に衝突。148人が死亡。反政府武装組織「インド共産党毛沢東主義派」によりレールの部品が取り外された犯行によるものとされている。
2010年6月21日
コンゴ共和国のブラザヴィル - ポワントノワール間を走行していた列車が脱線し、峡谷に転落。少なくとも76人が死亡（zh:2010年揚加列車脫軌事故、en:Yanga derailment）。
2010年7月19日
インド西ベンガル州のセンティア駅で、特急列車が発車待ちをしていた列車に衝突。同日正午までに60人が死亡、約150人が負傷。
2010年7月23日
スイスのヴァレー州にあるフィーシュ付近で、氷河急行が速度超過により脱線して横転。乗客1人（日本人）が死亡。
2011年1月29日
ドイツのザクセン＝アンハルト州のホールドルフにて列車が正面衝突し、11人が死亡。
2011年2月11日
韓国KTXの光明駅付近のトンネルで、分岐器の整備不良が原因で脱線（韓国高速鉄道#トラブル・課題、日直トンネルKTX列車脱線事故）。
2011年4月27日
台湾の阿里山森林鉄路で列車が脱線・横転し、5人が死亡した（zh:阿里山森林鐵路#意外事故）。
2011年7月23日
中国浙江省温州市で落雷により停車中の杭州駅発福州南駅行きの高速鉄道 D3115列車（CRH1B・乗客1072人）に、北京南駅発福州駅行きの高速鉄道 D301列車（CRH2E・乗客558人）が追突し、D3115列車の後部2両が脱線、D301列車の前部4両が高架から転落。国営新華社通信によると、40人が死亡。192人が負傷した。
2011年9月13日
アルゼンチンの首都ブエノスアイレスのフローレス駅付近で"Toshiba PUMA-V.2"電車が踏切に侵入したバスに衝突し脱線した弾みで対向の線路に停車していた"Toshiba"電車にも衝突。衝突したバスの乗客11人が死亡し、電車の乗客も多数が負傷。
2011年9月27日
中国の上海市で、信号機故障中だった地下鉄10号線において追突事故が発生。日本人2人を含む260人以上の負傷者が出た。上記の温州市の追突事故と酷似しており、中国国内では、鉄道省に対する非難が集中した（zh:2011年上海地鐵追尾事故）。
2012年2月22日
アルゼンチンの首都ブエノスアイレスのオンセ駅構内で、"Toshiba"電車が頭端式ホームの車止めに衝突し、51人および出産前の胎児1人が死亡。当初、原因は整備不足によるブレーキ故障とされていたが、のちの現車調査などで運転士のミスによるものと判定、運転士は拘束、起訴された。
2012年2月26日
カナダのオンタリオ州バーリントンで、VIA鉄道 (VIA Rail Canada) の旅客列車が脱線。牽引機関車と1両目の客車が横転。乗務員3人が死亡、乗客46人が負傷（en:2012 Burlington VIA derailment）。
2012年3月3日

ポーランドのザヴィエルチェ郡で旅客列車同士が正面衝突。16人が死亡。58人が負傷（zh:2012年什切科齊內火車相撞事故、en:Szczekociny rail crash）。
2012年4月21日
オランダの首都アムステルダムで列車2本が正面衝突。1人が死亡し、少なくとも117人が負傷（en:Sloterdijk train collision）。
2012年11月9日
エジプトのアシュート県において、故障した踏切でスクールバスが列車と衝突。51人が死亡（en:Manfalut railway accident）。
2013年1月15日

スウェーデンのストックホルム県において、アリーヴァ社（SL社から請負）の清掃員1人のみ乗車の列車が暴走。約1.6kmを走行した後、終点の車止めを乗り越えてアパートに衝突。清掃員1人が負傷（en:2013 Saltsjöbanan train crash）。
2013年5月17日
アメリカ合衆国コネチカット州フェアフィールド近郊で、路盤の整備不良を原因とするレールの破損により、通勤列車が脱線して反対車線を支障し、直後に対向してきた通勤列車と衝突した。少なくとも72人が負傷。当該車両は双方ともに川崎重工業製で2011年から投入された最新型のM8型電車であった。（en:Fairfield train crash）
2013年7月6日
カナダのケベック州エストリー地域のラック・メガンティックで原油を輸送していた列車が無人で暴走、脱線して爆発炎上。47人が死亡または行方不明。
2013年7月12日
フランスのエソンヌ県にあるブレティニー＝シュル＝オルジュ駅構内で、パリ発リモージュ行の列車が脱線してプラットホームに激突して大破。死者7人。
2013年7月13日
アルゼンチン首都近郊のブエノスアイレス州にある、サルミエント線カステラール駅付近において、信号待ちで停車していた電車"Toshiba"に、時速約60 キロメートルで2階建て車両を連絡した電車"Toshiba PUMA V.2 Tren Doble Piso"が追突し、大半の車両が脱線。3人が死亡。追突した車両は事故の8年前に大規模な改造を受けていたが、車両不足のため、車両のブレーキなどに「欠陥」が存在していることを承知の上で運用に入れていたという。
2013年7月24日
スペインのガリシア州において、マドリード発フェロル行きの特急列車Alviaが、サンティアゴ・デ・コンポステーラ駅手前のアングロイス地区、在来線との共用区間のカーブに速度超過で進入して脱線。79人が死亡。
2013年8月19日
インドのビハール州で、列車から降りたヒンドゥー教の巡礼者集団ほかが駅構内の線路上を歩いていたところ、サハルサ＝パトナ・ラジャーラーニ急行が高速で突入し37人が死亡。巡礼仲間の死に怒った生存者が暴徒化して列車の客車2両に放火、運転士を殴り重傷を負わせた。
2013年8月25日
メキシコのタバスコ州ウイマンギージョにおいて、金属スクラップと密入国者を載せてアメリカ＝メキシコ国境に向かう貨物列車"La Bestia"が、線路を固定する部品の盗難により脱線。11人が死亡。
2013年12月1日
アメリカ合衆国ニューヨーク市のスピュトン・ダイビル駅付近で、メトロノース鉄道の客車列車（200形機関車とショアライナー客車の編成）が脱線。死者4人。
2013年12月9日
インドネシアのジャボデタベック（ジャカルタ首都圏）において、1987年に発生した列車正面衝突事故の現場の近くで、 KAI Commuter Jabodetabek社の電車（Seri 7000、もと営団7000系）と、渋滞で踏切上に立ち往生していたプルタミナ社のタンクローリーが衝突。衝撃で電車数両が脱線したうえ、そのうちの1両がタンクローリーから漏れ出した燃料により全焼。7人が死亡、63人が負傷した。
2013年12月30日
アメリカ合衆国ノースダコタ州カス郡 Casseltonにおいて、BNSF鉄道の大豆を積んだ貨物列車が脱線し、原油を積んだ東行きの貨物列車と衝突。人的被害は大きくなかったものの、衝撃により原油が大爆発を起こした。
2014年1月7日
カナダのニューブランズウィック州ヴィクトリア郡 Plaster Rock。CN（カナディアン・ナショナル鉄道）の石油とガスを積んだ貨物列車が脱線、炎上。乗務員2人（機関士と車掌）にけがはなし。
2014年5月2日
韓国の首都ソウル特別市において、地下鉄2号線の上往十里駅で車両トラブルのため停車していた電車（初代2000系）に後続の電車（同じく初代2000系）が追突。負傷者約200人。原因は自動列車停止装置の不具合とされる。
2014年7月4日
アメリカ合衆国モンタナ州ミネラル郡で航空部品、大豆、変性アルコールを載せた貨物列車が脱線。積み荷であった737の胴体部がクラークフォーク川に転落したものの、死傷者はなかった（en:List of rail accidents (2010–present)#2014）。
2014年7月15日
ロシア連邦首都のモスクワ地下鉄アルバーツコ＝ポクローフスカヤ線スラヴャンスキー＝ブリヴァル駅の東、200m付近で脱線。少なくとも21人が死亡（en:2014 Moscow Metro derailment）。
2014年7月22日
韓国太白市にある太白線の鉄橋で、普通列車と観光用の中部内陸循環列車が正面衝突。1人が死亡、92人が負傷した。両列車は鉄橋手前の駅において交換を行うこととなっていたが、観光列車を待機する予定の普通列車の運転士が携帯電話でのショートメールのやりとりに夢中となっていたことを理由に自動列車停止装置（ATS）の警報を指令の許可なしに解除、停止信号を冒進したことが原因。
2014年8月13日
スイスのグラウビュンデン州ティーフェンカステル付近の山間部で、レーティッシュ鉄道の列車が崩れた土砂に突っ込んで3両が脱線。11人が重軽傷を負った。
2015年5月12日 (現地時間)
アメリカ合衆国ペンシルバニア州フィラデルフィアにあるポート・リッチモンドの北東回廊で、アムトラックの急行列車ノースイースト・リージョナルが速度超過により脱線転覆。乗客数人が死亡した。
2015年11月14日
フランスのストラスブール近郊にあるエックヴェルスハイム付近で、試験走行中のTGV新型車両が脱線、死者11人。
2016年2月9日
ドイツのバイエルン州バートアイブリングで、バイエルン・オーバーラント鉄道の列車同士が正面衝突。11人が死亡、80人以上が負傷した。信号管理を担当していた鉄道運行職員が、誤って赤信号でも通過を許可する補助信号を出したことによる人為的ミスによるものとされる。
2016年7月12日
イタリア南部プッリャ州のコラート - アンドリア間の単線区間で、ローカル線の列車同士が正面衝突。7月13日までに27人が死亡し、約50人が負傷した。
2016年11月20日
インドのウッタル・プラデーシュ州カーンプル県において、急行列車が脱線。146人が死亡、220人以上が負傷した。
2017年8月11日
エジプトのアレクサンドリア近郊で、故障で線路上に停車していた列車に別の列車が正面衝突。41人が死亡、約120人が負傷した。
2017年8月20日
インドのウッタル・プラデーシュ州ムザッファルナガル近郊において、急行列車14両が脱線。少なくとも23人が死亡、64人が負傷した。
2018年2月28日
エジプトのブハイラ県コム・ハマダにおいて、貨物列車と旅客列車が衝突。12人が死亡、39人が負傷した。
2018年7月8日
トルコのテキルダー県において、6両編成の車両が脱線。24人が死亡、338人が負傷した。
2018年10月21日
台湾鉄路管理局（台鉄）宜蘭線、新馬駅 - 蘇澳新駅間で特急電車の普悠瑪号がカーブを曲がり切れず脱線。乗客18人が死亡、215人が負傷した。
2018年12月13日
トルコの首都アンカラにおいて、トルコ高速鉄道（YHT）の列車が点検用の電気機関車に衝突して脱線。9人が死亡、47人が負傷。
2019年10月31日
パキスタンのリアクアットプール駅近郊で旅客列車が走行中に火災が発生。74人が死亡、43人が負傷した。

### 2020年代
2021年3月26日
エジプト南部のソハーグ県タハタで意図的に緊急ブレーキが作動し、線路上で停車していた列車に、後続の列車が追突。18人が死亡、200人が負傷した。
2021年4月2日
台湾鉄路管理局（台鉄）北廻線和仁駅 - 崇徳駅間を走行中の、樹林駅発台東駅行き太魯閣自強号第408列車が線路上で鉄道工事用の積載形トラッククレーンと衝突し、一部車両がトンネル内で脱線。49人が死亡、245人が負傷した。
2021年5月3日
メキシコ首都メキシコシティで地下鉄の高架橋が通過中の列車と共に道路に崩落。25人が死亡、約80人が負傷した。
2021年6月7日
パキスタンのシンド州で急行列車が反対側の線路に脱線し対向列車と衝突。63人が死亡、約150人が負傷した。
2023年6月2日
インド東部のオディシャ州のバハナガ・バザール駅付近で、西ベンガル州からタミル・ナードゥ州へ向かっていた列車が脱線して対向する線路に乗り上げたところに、カルナータカ州から西ベンガル州へ運行中の別の列車が午後7時頃に衝突して、288人が死亡し、900人以上が負傷した。
2023年12月26日
北朝鮮の平壌を出発し北東部・咸鏡南道のクムゴル（検徳）に向かっていた列車が、高い峠を越えようとして電力不足や線路の老朽化によって転覆し、死者は数百人を超えた。列車１両の定員が60人で、後ろに連結された一般旅客車両７両がすべて転落し、乗客のほとんどが死亡したとされる。